# Período úmido africano

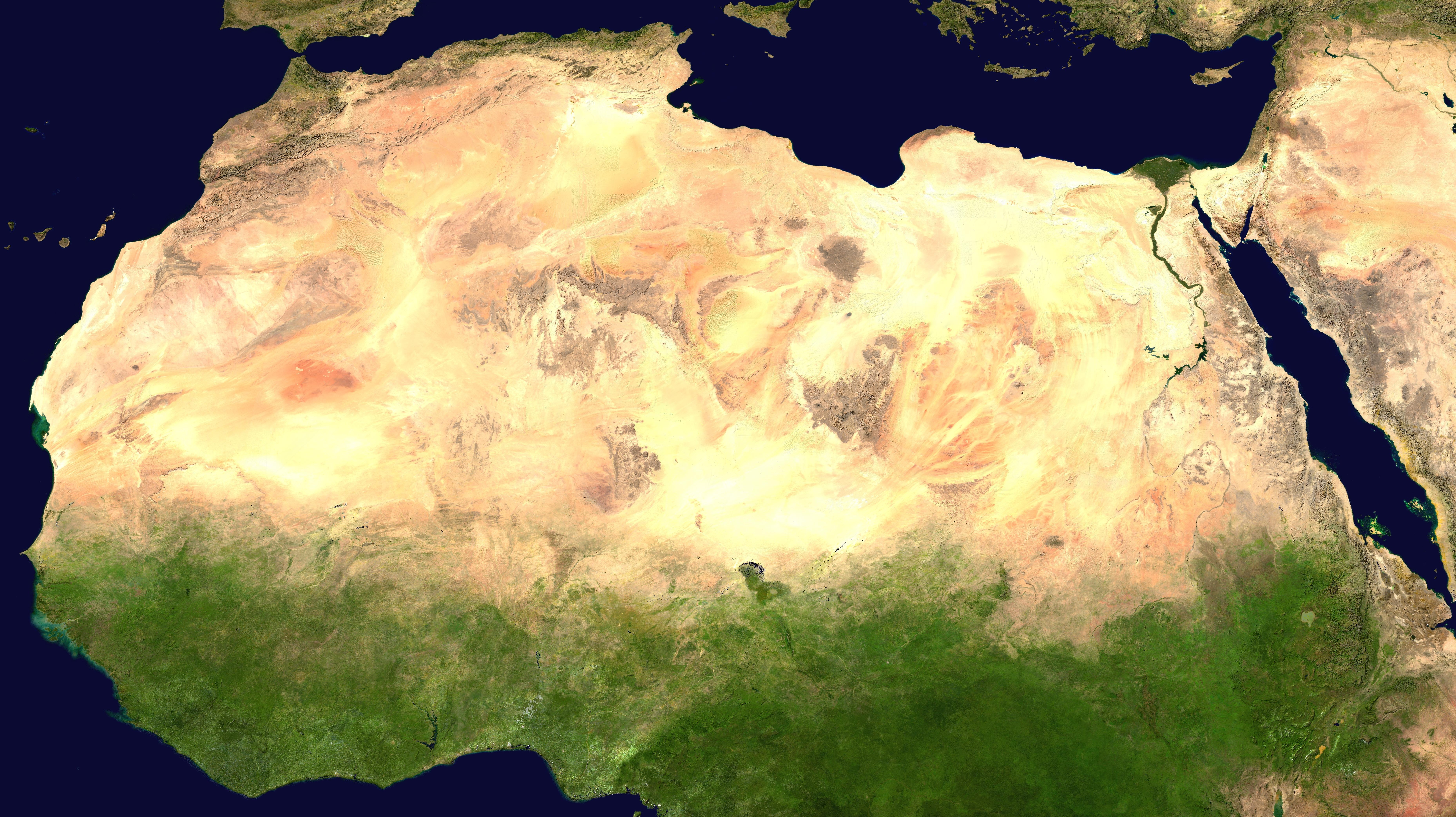
O atual Saara árido. Durante o período úmido africano, o Saara não era um deserto. Em vez disso, grande parte do norte da África era coberta por gramíneas, árvores e lagos.

O período úmido africano (PUA) foi um período climático na África durante os períodos geológicos do final do Pleistoceno e do Holoceno, quando o norte da África era mais úmido do que hoje. A cobertura de grande parte do deserto do Saara por gramíneas, árvores e lagos foi causada por mudanças na inclinação axial da Terra, alterações na vegetação e na poeira do Saara, que fortaleceram a monção africana, além do aumento dos gases de efeito estufa. Durante o Último Máximo Glacial (UMG), o Saara apresentava extensos campos de dunas e era praticamente inabitado. Era muito maior do que hoje, e seus lagos e rios, como o lago Vitória e o Nilo Branco, estavam secos ou em níveis muito baixos. O período úmido começou há cerca de 14.600–14.500 anos, no final do evento Heinrich 1, simultaneamente ao aquecimento Bølling-Allerød. Rios e lagos, como o lago Chade, formaram-se ou se expandiram, geleiras cresceram no monte Kilimanjaro e o Saara recuou. Duas grandes flutuações secas ocorreram: durante o Dryas recente e o curto evento de 8,2 ka. O período úmido africano terminou há 6.000–5.000 anos, durante o período frio da oscilação de Piora. Embora algumas evidências apontem para um término há 5.500 anos no Sahel, na Arábia e na África oriental, o fim do período parece ter ocorrido em várias etapas, como no evento de 4,2 ka.
O PUA levou a uma ocupação generalizada do Saara e do deserto da Arábia, com impactos profundos nas culturas africanas, como o surgimento da civilização do Antigo Egito. As populações do Saara viviam como caçadores-coletores e domesticaram gado, cabras e ovelhas. Eles deixaram sítios arqueológicos e artefatos, como uma das embarcações mais antigas do mundo, além de pinturas rupestres como as da Caverna dos Nadadores e nas montanhas Acacus. Períodos úmidos anteriores na África foram postulados após a descoberta dessas pinturas rupestres em áreas hoje inóspitas do Saara. Quando o período terminou, os humanos gradualmente abandonaram o deserto em favor de regiões com suprimentos de água mais seguros, como o vale do Nilo e a Mesopotâmia, onde deram origem às primeiras sociedades complexas.

## História da pesquisa
Em 1850, o pesquisador Heinrich Barth discutiu a possibilidade de mudanças climáticas passadas que levaram a maior umidade no Saara após descobrir petróglifos no deserto de Murzuq, assim como Ahmed Hassanein, após sua exploração do deserto da Líbia em 1923, ao observar representações de animais de savana em Gabal El Uweinat. Outras descobertas de petróglifos levaram o explorador do deserto László Almásy a cunhar o conceito de um "Saara Verde" na década de 1930. Mais tarde, no século XX, evidências conclusivas de um Saara mais verde no passado, a existência de lagos e níveis de fluxo mais altos do Nilo foram cada vez mais relatados e reconheceu-se que o Holoceno apresentou um período úmido no Saara.
A ideia de que mudanças na órbita da Terra ao redor do Sol influenciam a força das monções já havia sido proposta em 1921, e embora a descrição original fosse parcialmente imprecisa, evidências generalizadas de tais controles orbitais sobre o clima foram encontradas. Inicialmente, acreditava-se que os períodos úmidos na África coincidiam com estágios glaciais ("hipótese pluvial") antes que a datação por radiocarbono se tornasse amplamente utilizada. A partir da década de 1970, a umidificação foi atribuída a mudanças precessionais.
O desenvolvimento e a existência do período úmido africano foram investigados com arqueologia, modelagem climática, paleoproxies e sítios arqueológicos, Depósitos deixados por processos eólicos, vegetação (por exemplo, cera de folha), lagos e áreas úmidas, além de sítios arqueológicos, também desempenharam um papel importante. Pólen, depósitos lacustres e níveis antigos de lagos foram usados para estudar os ecossistemas do período úmido africano, e carvão e impressões de folhas foram utilizados para identificar mudanças na vegetação. Muitas questões não resolvidas sobre o PUA permanecem: seu início, causa, intensidade, término, retroalimentações terrestres e as flutuações durante o período.
Recentemente, o ponto final hipotético do PUA, cerca de 6.000 anos atrás, foi usado experimentalmente no projeto Paleoclimate Modelling Intercomparison Project e os efeitos da "vermilhidão" do Saara em outros continentes atraíram atenção científica. O conceito de um Saara significativamente diferente do atual e o rico registro que ele deixou estimularam a imaginação do público e dos cientistas.

### Questões de pesquisa
Embora as mudanças de precipitação desde o último ciclo glacial estejam bem estabelecidas, a magnitude e o momento dessas mudanças não são claros. Dependendo de como e onde as medições e reconstruções são feitas, diferentes datas de início, término, durações e níveis de precipitação foram determinados para o período úmido africano. As quantidades de precipitação reconstruídas a partir de registros paleoclimáticos e simuladas por modelagem climática frequentemente são inconsistentes entre si; em geral, a simulação do "Saara Verde" é considerada um problema para modelos de sistema terrestre. Há mais evidências da fase tardia do PUA do que de seu início. A erosão de sedimentos lacustres e os efeitos do reservatório de carbono dificultam a datação de quando os lagos secaram. Mudanças na vegetação por si só não indicam necessariamente mudanças na precipitação, pois alterações na sazonalidade, composição de espécies vegetais e mudanças no uso do solo também influenciam as mudanças na vegetação. Razões isotópicas, como a razão hidrogênio/deutério, que foram usadas para reconstruir valores de precipitação passada, também estão sob a influência de vários efeitos físicos, o que complica sua interpretação. A maioria dos registros de precipitação do Holoceno na África oriental vem de baixas altitudes.

### Terminologia
O termo "período úmido africano" (PUA) foi cunhado em 2000 por Peter B. de Menocal et al. Períodos úmidos anteriores são às vezes chamados de "períodos úmidos africanos" e vários períodos secos/úmidos foram definidos para a região da África central. Em geral, esses tipos de flutuações climáticas entre períodos mais úmidos e mais secos são conhecidos como "pluviais" e "interpluviais", respectivamente. O termo "Saara Verde" é frequentemente usado para descrever os PUAs. Como o PUA não afetou toda a África, alguns cientistas usaram e recomendaram os termos "período úmido do norte da África" e "período úmido do norte africano".
Outros termos aplicados ao PUA do Holoceno ou a fases climáticas correlativas incluem "período úmido do Holoceno", que também abrange um episódio análogo na Arábia e Ásia; "período úmido do Holoceno inicial"; "episódio úmido do Holoceno inicial a médio"; "período úmido africano do Holoceno" (PUAH); "pluvial do Holoceno"; "fase úmida do Holoceno"; "Kibangien A" na África central; "Makalian" para o período Neolítico do norte do Sudão; "pluvial Nabtian", "fase úmida Nabtian" ou "período Nabtian" para o período úmido de 14.000–6.000 anos no Mediterrâneo oriental e no Levante; "pluvial Neolítico"; "subpluvial Neolítico"; "fase úmida Neolítica"; "Nouakchottien" do Saara ocidental, de 6.500 a 4.000 anos antes do presente; "subpluvial II" e "Tchadien" no Saara central, de 14.000 a 7.500 anos antes do presente. Os termos "Grande Seca", "Léopoldvillien" e Oligolien foram aplicados ao período seco no Último Máximo Glacial, este último equivalente ao "Kanemian"; "período seco Kanemian" refere-se a um período seco entre 20.000 e 13.000 anos antes do presente na área do lago Chade.

## Contexto e início
O período úmido africano ocorreu no final do Pleistoceno e no início-médio do Holoceno, com aumento da precipitação no norte e oeste da África devido à migração para o norte da faixa de chuva tropical. O PUA destaca-se em um Holoceno climaticamente estável. Faz parte do chamado Ótimo Climático do Holoceno e coincide com uma fase quente global, o Máximo Térmico do Holoceno. Liu et al. 2017 subdividiu o período úmido em um "PUA I" que durou até 8.000 anos atrás, e um "PUA II" a partir de 8.000 anos, sendo o primeiro mais úmido que o último.
O período úmido africano não foi o primeiro desse tipo; há evidências de até 230 períodos úmidos anteriores de "Saara Verde", possivelmente remontando à formação do Saara há 7–8 milhões de anos. Períodos úmidos anteriores parecem ter sido mais intensos que o PUA do Holoceno, incluindo o período úmido excepcionalmente intenso do Eemiano. Esse período úmido proporcionou caminhos para os primeiros humanos cruzarem a Arábia e o norte da África e, junto com períodos úmidos posteriores, foi relacionado à expansão das populações Ateriana e à especiação de insetos. Esses períodos úmidos geralmente estão associados a interglaciais, enquanto os estágios glaciais correlacionam-se com períodos secos; eles ocorrem durante mínimos de precessão, a menos que grandes mantos de gelo ou concentrações insuficientes de gases de efeito estufa suprimam seu início.
O aquecimento Bølling-Allerød parece ser síncrono com o início do período úmido africano e com o aumento da umidade na Arábia. Mais tarde, na sequência de Blytt-Sernander, o período úmido coincide com o período Atlântico.

### Condições antes do período úmido africano

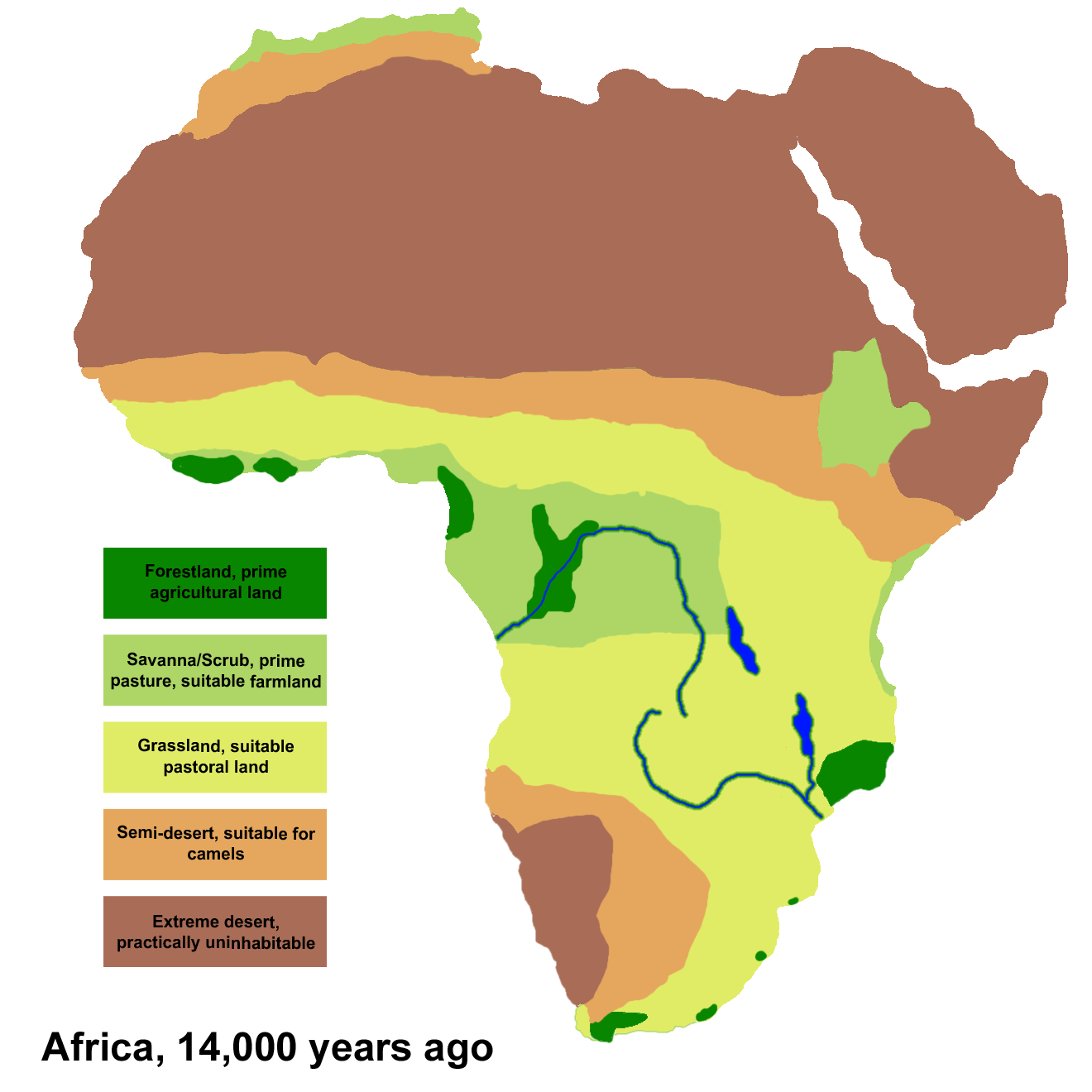
Vegetação africana durante o Último Máximo Glacial

Durante o Último Máximo Glacial, o Saara e o Sahel eram extremamente secos. A extensão das camadas de dunas e os níveis de água em lagos fechados indicam que menos precipitação caía do que hoje. O Saara era muito maior, estendendo-se 500–800 km mais ao sul até cerca de 12° de latitude norte. As dunas estavam ativas muito mais próximas do equador, e as florestas tropicais haviam recuado em favor de paisagens afromontanas e de savana à medida que as temperaturas, a precipitação e a umidade diminuíam.
Há poucas e frequentemente ambíguas evidências de atividade humana no Saara ou na Arábia naquele momento, refletindo sua natureza mais seca; nas montanhas Acacus, a última presença humana foi registrada há 70.000–61.000 anos, e, até então, os humanos do Último Máximo Glacial haviam se retirado principalmente para a costa do Mediterrâneo e o vale do Nilo. A aridez durante o Último Máximo Glacial parece ter sido consequência de um clima mais frio e de grandes mantos de gelo polares, que comprimiram a faixa de monção para o equador e enfraqueceram a monção oeste africana. O ciclo da água atmosférica e as circulações de Walker e Hadley também estavam mais fracas. Fases extremamente secas estão ligadas aos eventos Heinrich quando havia um grande número de icebergs no Atlântico Norte; a liberação de grandes quantidades de icebergs entre 11.500 e 21.000 anos antes do presente coincidiu com secas nos subtrópicos.
Antes do início do PUA, acredita-se que o lago Vitória, o lago Alberto, o lago Eduardo, o lago Turkana e os pântanos do Sudd haviam secado. O Nilo Branco tornou-se um rio sazonal cujo curso, junto com o do Nilo principal, pode ter sido bloqueado por dunas. O delta do Nilo estava parcialmente seco, com planícies arenosas estendendo-se entre canais efêmeros e o fundo do mar exposto, tornando-se uma fonte de areia para ergs mais a leste. Outros lagos na África, como o lago Chade e o lago Tanganica, também encolheram durante esse período, e os rios Níger e Senegal estavam reduzidos.

### Aumentos iniciais de umidade
Se algumas partes do deserto, como terras altas como as colinas do mar Vermelho, foram alcançadas pelos ventos de oeste ou sistemas climáticos associados ao jato subtropical - e, portanto, receberam precipitação - é controverso. Isso é claramente suportado apenas para o Magrebe no noroeste da África e partes do nordeste da África, embora o fluxo de rios/formação de terraços e o desenvolvimento de lagos nas montanhas Tibesti e Jebel Marra também o indiquem. O fluxo residual do Nilo pode ser explicado dessa forma. As terras altas da África parecem ter sido menos afetadas pela seca durante o Último Máximo Glacial.
O fim da seca glacial ocorreu entre 17.000 e 11.000 anos atrás, com um início anterior registrado em Acacus, Sinai e montanhas do Saara entre 26.500–22.500 e (possivelmente) 18.500 anos atrás, respectivamente. No sul e na África central, inícios anteriores, há 17.000 e 17.500 anos, respectivamente, podem estar ligados ao aquecimento da Antártida, enquanto o lago Malawi parece ter permanecido baixo até cerca de 10.000 anos atrás.
Níveis elevados de lagos ocorreram nas montanhas Jebel Marra e Tibesti entre 15.000 e 14.000 anos atrás e a fase mais recente de glaciação nas montanhas do Alto Atlas ocorreu ao mesmo tempo que o Dryas recente e o início do período úmido africano. Cerca de 14.500 anos atrás, lagos começaram a aparecer em áreas áridas.

### Início
O período úmido começou há cerca de 15.000–14.500 anos atrás. O início do período úmido ocorreu quase simultaneamente em todo o norte e na África tropical, com impactos até Santo Antão em Cabo Verde. As condições úmidas levaram cerca de um a dois milênios para avançar para o norte no Saara e na Arábia, respectivamente. O sistema terrestre (por exemplo, corpos de água subterrânea) levou tempo para responder às condições alteradas.
O lago Vitória reapareceu e transborda; o lago Alberto também transborda para o Nilo Branco há 15.000–14.500 anos e o lago Tana, para o Nilo Azul. O Nilo Branco inundou parte de seu vale e reconectou-se ao Nilo principal. No Egito, inundações generalizadas pelo "Nilo Selvagem" ocorreram; esse período do "Nilo Selvagem" levou às maiores inundações registradas nesse rio e à sedimentação em planícies de inundação. Ainda antes, há 17.000–16.800 anos, a água de degelo de geleiras na Etiópia – que estavam recuando naquela época – pode ter começado a aumentar o fluxo de água e sedimentos no Nilo. No rifte da África oriental, os níveis de água nos lagos começaram a subir por volta de 15.500/15.000–12.000 anos atrás; o lago Kivu começou a transborda para o lago Tanganica por volta de 10.500 anos atrás.
Na mesma época em que o PUA começou, o clima glacial frio na Europa associado ao evento Heinrich 1 terminou com mudanças climáticas alcançando até a Australásia. Um aquecimento e recuo do gelo marinho ao redor da Antártida coincidem com o início do período úmido africano, embora a Reversão Fria Antártica também ocorra nesse período e possa estar relacionada a um intervalo de seca registrado no golfo da Guiné.

## Causas
O período úmido africano foi causado por uma monção oeste africana mais forte direcionada por mudanças na insolação solar e em retroalimentações de albedo. Isso levou ao aumento da importação de umidade do Atlântico equatorial para a África ocidental, bem como do Atlântico Norte e do mar Mediterrâneo para as costas mediterrâneas da África. Houve interações complexas com a circulação atmosférica das regiões extratropicais e entre a umidade vinda do oceano Atlântico e do oceano Índico, e um aumento da sobreposição entre as áreas umedecidas pela monção e aquelas umedecidas por ciclones extratropicais.
Os modelos climáticos indicam que as mudanças de um Saara seco para um Saara "verde" e vice-versa têm um comportamento de limiar, com a mudança ocorrendo assim que um determinado nível de insolação é excedido; da mesma forma, uma queda gradual da insolação muitas vezes leva a uma transição repentina de volta a um Saara seco. Isso se deve a vários processos de feedback que estão em ação, e nos modelos climáticos há frequentemente mais de um estado estável de clima-vegetação. As mudanças na temperatura da superfície do mar e nos gases de efeito estufa sincronizaram o início do PUA em toda a África.

### Mudanças orbitais

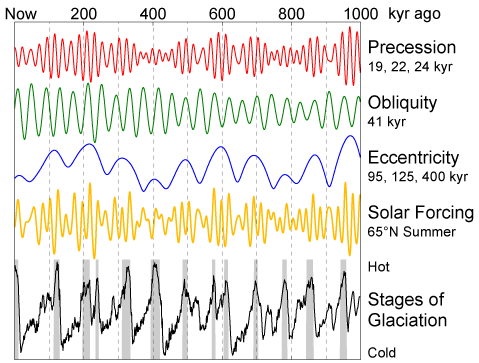
Ciclos de Milankovitch nos últimos um milhão de anos

O período úmido africano foi explicado pelo aumento da insolação durante o verão do hemisfério norte. Devido à precessão, a estação em que a Terra passa mais perto do Sol em sua órbita elíptica – o periélio – muda, com a insolação máxima de verão ocorrendo quando isso acontece durante o verão do hemisfério norte. Entre 11.000 e 10.000 anos atrás, a Terra passou pelo periélio na época do solstício de verão, aumentando a quantidade de radiação solar em cerca de 8%, resultando em uma monção africana mais forte que também alcançava mais ao norte. Entre 15.000 e 5.000 anos atrás, a insolação de verão era pelo menos 4% maior do que hoje. A obliquidade também diminuiu durante o Holoceno, mas o efeito das mudanças de obliquidade no clima é focado nas altas latitudes e sua influência na monção não é clara.
Durante o verão, o aquecimento solar é mais forte sobre a terra da África do Norte do que sobre o oceano, formando uma área de baixa pressão que atrai ar úmido e precipitação do oceano Atlântico. Esse efeito foi fortalecido pela insolação de verão aumentada, levando a uma monção mais forte que também alcançava mais ao norte. Os efeitos dessas mudanças de circulação alcançaram os subtrópicos.
Obliquidade e precessão são responsáveis por dois dos principais ciclos de Milankovitch e são responsáveis não apenas pelo início e término das eras glaciais mas também pelas variações na força das monções. As monções do hemisfério sul devem ter uma resposta oposta às do hemisfério norte à precessão, já que as mudanças na insolação são invertidas; essa observação é confirmada por dados da América do Sul. A mudança de precessão aumentou a sazonalidade no hemisfério norte enquanto a diminuiu no hemisfério sul.

### Retroalimentações de albedo
De acordo com modelagens climáticas, as mudanças obitais por si só não podem aumentar a precipitação na África o suficiente para explicar a formação de grandes lagos desérticos, como o lago Megachade de 330.000 km2, os proxies climáticos para precipitação, ou a expansão da vegetação para o norte a menos que mudanças na superfície oceânica e terrestre sejam consideradas.
A diminuição do albedo resultante de mudanças na vegetação é um fator importante no aumento da precipitação. Especificamente, o aumento da precipitação aumenta a quantidade de vegetação; a vegetação absorve mais luz solar e, assim, mais energia está disponível para a monção. Além disso, a evapotranspiração da vegetação adiciona mais umidade, embora esse efeito seja menos pronunciado que o efeito do albedo. Fluxos de calor no solo e evaporação também são alterados pela vegetação.
A redução da geração de poeira de um Saara mais úmido, onde as principais regiões geradoras de poeira foram submersas por lagos, influencia o clima ao reduzir a quantidade de luz absorvida pela poeira. Emissões reduzidas de poeira também modificam as propriedades das nuvens, tornando-as menos reflexivas e mais eficientes em induzir precipitação. Em modelos climáticos, quantidades reduzidas de poeira na troposfera junto com mudanças na vegetação podem frequentemente, mas não sempre, explicar a expansão para o norte da monção. Não há consenso universal sobre os efeitos da poeira na precipitação no Sahel, no entanto, em parte porque os efeitos da poeira na precipitação podem depender de seu tamanho.
Além das mudanças na precipitação, mudanças na sazonalidade da precipitação, como a duração das estações secas, precisam ser consideradas ao avaliar os efeitos das mudanças climáticas na vegetação, assim como os efeitos fertilizantes do aumento das concentrações de dióxido de carbono na atmosfera.
Outras fontes de mudanças de albedo:
- Mudanças nas propriedades do solo resultam em mudanças na monção; substituir solos desérticos por solos argilosos resulta em aumento da precipitação,[153] e solos úmidos[145] ou que contêm matéria orgânica refletem menos luz solar e aceleram o processo de umidificação.[1] Mudanças na areia do deserto também modificam o albedo.[145]
- Mudanças de albedo causadas por lagos e áreas úmidas[17] podem alterar a precipitação em modelos climáticos.[153]

### Mudanças na zona de convergência intertropical
Temperaturas mais quentes nas regiões extratropicais durante o verão podem ter atraído a zona de convergência intertropical (ZCIT) para o norte por cerca de cinco ou sete graus de latitude, resultando em mudanças na precipitação. As temperaturas da superfície do mar ao largo da África do Norte aqueceram sob efeitos orbitais e através de ventos alísios mais fracos, levando a um movimento para o norte da ZCIT e aumentando os gradientes de umidade entre terra e mar. Dois gradientes de temperatura, um entre um Atlântico mais frio na primavera e um continente africano já aquecendo, o outro entre temperaturas mais quentes ao norte de 10° de latitude e mais frias ao sul, podem ter auxiliado nessa mudança. Na África oriental, as mudanças na ZCIT tiveram relativamente pouco efeito nas mudanças de precipitação. A posição passada da ZCIT na Arábia também é controversa.

### Mudanças na precipitação na África oriental
O período úmido africano que ocorreu na África oriental parece ter sido causado por mecanismos diferentes. Entre os mecanismos propostos estão a diminuição da sazonalidade da precipitação devido ao aumento da precipitação na estação seca, redução da estação seca, aumento da precipitação e aumento do influxo de umidade dos oceanos Atlântico e Índico. O influxo de umidade do Atlântico foi parcialmente desencadeado por uma monção mais forte da África ocidental e da Índia, talvez explicando por que os efeitos do PUA se estenderam ao hemisfério sul. O comportamento dos ventos alísios de leste não é claro; o aumento do transporte de umidade pelos ventos alísios de leste pode ter auxiliado no desenvolvimento do PUA, mas, alternativamente, uma monção indiana mais forte que atrai ventos de leste para fora da África oriental pode ter ocorrido.
Mudanças na fronteira do ar do Congo (CAB) ou aumento da convergência ao longo dessa fronteira podem ter contribuído; a CAB teria sido deslocada para o leste pelos ventos de oeste mais fortes direcionados por uma pressão atmosférica mais baixa sobre o norte da África, permitindo que mais umidade do Atlântico chegasse à África oriental. As partes da África oriental isoladas da umidade do Atlântico não se tornaram significativamente mais úmidas durante o PUA, embora em um local na Somália a sazonalidade da precipitação possa ou não ter diminuído.
Vários fatores contribuintes podem ter levado ao aumento da umidade na África oriental, nem todos necessariamente operando simultaneamente durante o PUA. Finalmente, concentrações aumentadas de gases de efeito estufa podem ter estado envolvidas em direcionar o início do PUA no sudeste tropical da África; lá, mudanças orbitais seriam esperadas para levar a variações climáticas opostas às do hemisfério norte. O padrão de mudanças de umidade no sudeste da África é complexo.

### Fatores adicionais
- Mudanças climáticas nas latitudes mais ao norte podem ter contribuído para o início do PUA.[125] O encolhimento do manto de gelo Escandinavo e de  Laurentide ocorreu no início do PUA,[145] e em modelos climáticos, um recuo dos mantos de gelo é frequentemente necessário para simular o período úmido[175], embora seu tamanho tenha pouca influência em sua intensidade.[176] Sua existência pode também explicar por que o PUA não começou imediatamente com o pico de insolação inicial, pois os mantos de gelo ainda existentes teriam resfriado o clima.[177]
- Mudanças na temperatura da superfície do mar no Atlântico influenciam a monção africana[125] e podem ter influenciado o início do PUA. Ventos alísios mais fracos e maior insolação levariam a temperaturas da superfície do mar mais quentes, aumentando a precipitação ao aumentar os gradientes de umidade terra-mar[67] e as taxas de evaporação.[178] Mudanças na circulação meridional do atlântico (AMOC)[179] e gradientes de temperatura do Atlântico Norte também estiveram envolvidos.[136]
- O aquecimento do mar Mediterrâneo aumenta a quantidade de precipitação no Sahel; esse efeito é responsável pelo recente aumento da precipitação no Sahel mediado pelo aquecimento global antropogênico.[1] Temperaturas mais quentes da superfície do mar lá podem também explicar o aumento da precipitação registrado no Mediterrâneo[159] e a intensidade aumentada da precipitação reconstruída a partir de antigos rios no Saara durante o PUA.[180]
- O aumento da precipitação durante o inverno está correlacionado com uma maior extensão espacial da precipitação mediterrânea e pode ter auxiliado no estabelecimento do PUA no norte da África,[181] particularmente na Argélia,[182] Marrocos,[183] Baixo Egito,[184] o norte do mar Vermelho,[185] o Tibesti,[186] o norte da Arábia,[159] e geralmente em latitudes mais altas onde a monção não chegava[157] ou pode ter sido inadequada.[187] Essa precipitação pode ter se estendido a outras partes do Saara; tal situação teria levado à sobreposição das áreas de precipitação de verão e inverno[188] e a área seca entre as zonas climáticas influenciadas pela monção e pelos ventos de oeste se tornando mais úmida ou desaparecendo completamente.[189] Essas mudanças na precipitação derivada do Mediterrâneo podem correlacionar-se com mudanças na oscilação do Atlântico Norte e oscilação Ártica[181] e com o contraste aumentado entre verões quentes e invernos frios,[182] e podem ser impulsionadas por mudanças orbitais.[143]
- O transporte de umidade para o norte mediado por vales durante o outono e a primavera também foi proposto para explicar o aumento da precipitação e sua subestimação por modelos climáticos.[17] Em um modelo climático, o aumento do transporte de umidade para o norte por esses vales aumenta a precipitação de outono no Saara, especialmente no Holoceno médio e quando o clima já está mais úmido que o usual.[190]
- Anticiclones subtropicais mais fracos foram propostos como explicação durante as décadas de 1970–1980.[191]
- Em regiões montanhosas, como o campo vulcânico de Meidob, temperaturas frias após o Último Máximo Glacial podem ter reduzido a evaporação e, assim, permitido um início precoce da umidade.[192]
- Mudanças no campo geomagnético da Terra podem estar ligadas às mudanças de umidade.[193]
- O aumento do suprimento de umidade de lagos dispersos[194] e lagos maiores, como o lago Megachade, pode ter aumentado a precipitação, embora esse efeito provavelmente não seja suficiente para explicar todo o PUA[195] e seja dependente do modelo.[196] Um papel semelhante foi atribuído às extensas áreas úmidas, drenagens e lagos no Saara oriental[197] e ao ecossistema em geral.[198]
- Dois ventos de alta altitude, o Jato Africano do (AEW) e o Jato Tropical do Leste, modulam os fluxos de ar atmosféricos sobre a África e, assim, também a quantidade de precipitação; o Jato Tropical do Leste vem da Índia e é alimentado por gradientes de temperatura entre os trópicos[199] e os subtrópicos, enquanto o AEW é alimentado por gradientes de temperatura no Sahel.[200] Uma monção oeste africana mais forte resultou em um AEW mais fraco e, assim, diminuiu o transporte de umidade para fora da África.[166]
- Concentrações aumentadas de dióxido de carbono atmosférico podem ter desempenhado um papel no desencadeamento do PUA,[145] especialmente sua extensão através do equador,[201] bem como sua retomada após o Dryas recente e o evento Heinrich 1 através do aumento das temperaturas da superfície do mar.[202] As concentrações de dióxido de carbono têm uma forte influência na intensidade das mudanças orbitais necessárias para iniciar um PUA[203], mas não desempenham um papel importante em controlar sua intensidade.[176]
- Em algumas partes do Saara, o aumento do suprimento de água de regiões montanhosas pode ter auxiliado no desenvolvimento de condições úmidas.[204]
- Florestas maiores na Eurásia podem ter levado a um deslocamento para o norte da ZCIT.[205]
- Ao longo da costa do Senegal, o aumento do nível do mar ajudou no estabelecimento da vegetação do PUA.[206]
- Outros mecanismos propostos envolvem convecção ocorrendo acima da camada limite atmosférica,[207] aumento dos fluxos de calor latente,[208] mudanças na atividade de ondas tropicais sobre a África,[209] baixa pressão no noroeste da África atraindo umidade para o Saara,[210] monções asiáticas mais fortes atraindo umidade do oceano Índico para a África,[178] aumento do escoamento devido a mudanças no regime de precipitação em vez da quantidade de precipitação,[187] mudanças nos ciclos solares[211] e fenômenos complexos de fluxo atmosférico.[212]

## Efeitos

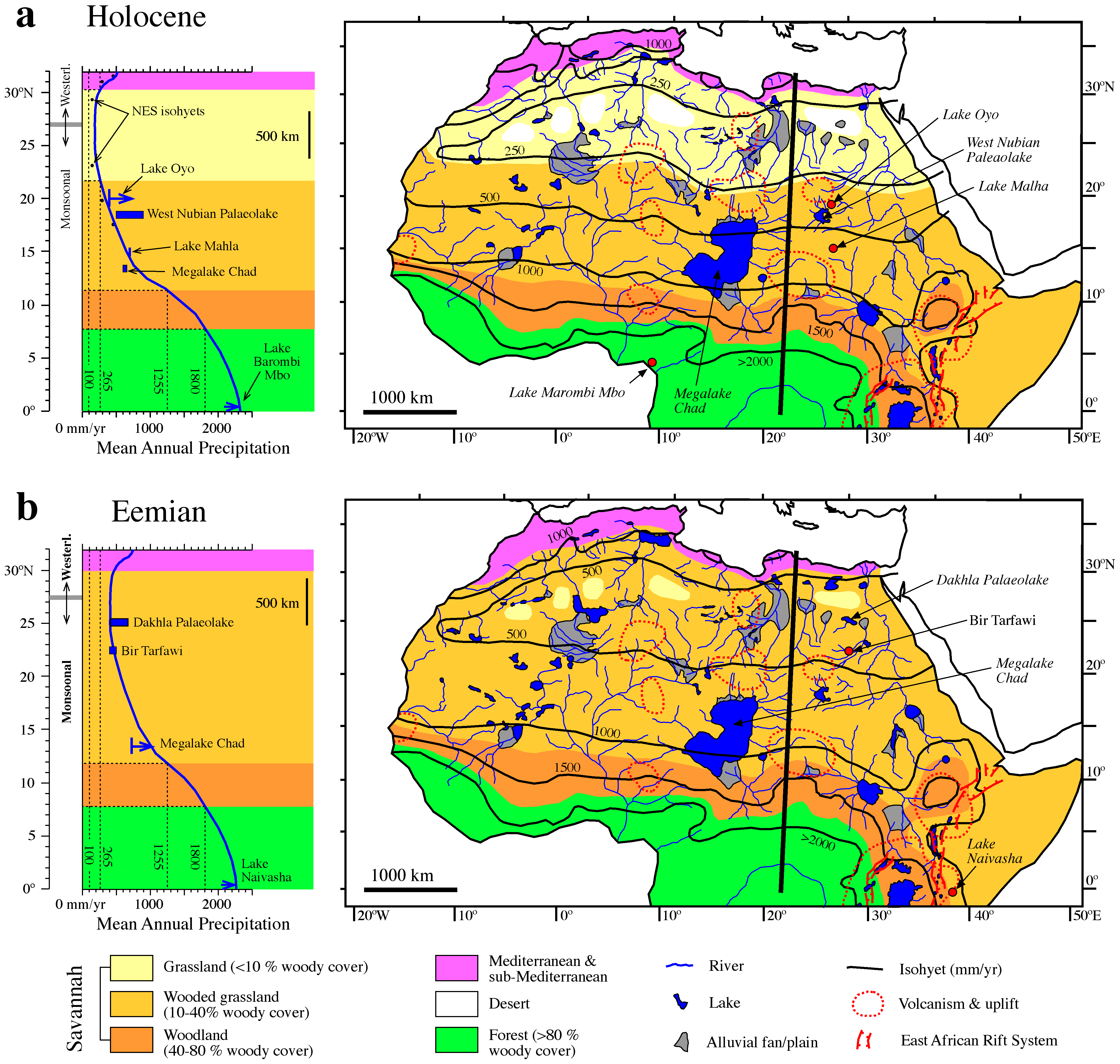
Vegetação e corpos d'água no Eemiano (abaixo) e Holoceno (acima)

O período úmido africano se estendeu por grande parte da África: o Saara e o leste, sudeste e África equatorial. Em geral, florestas e bosques se expandiram pelo continente. Um episódio úmido semelhante ocorreu nas Américas tropicais e na Ásia, incluindo a região de Makran, o Oriente Médio e a península Arábica; o episódio parece estar relacionado ao mesmo forçamento orbital que o PUA. Um episódio monçônico do Holoceno inicial se estendeu até o deserto de Mojave na América do Norte. Em contraste, um episódio mais seco é registrado em grande parte da América do Sul, onde o lago Titicaca, o lago Junin, a descarga do rio Amazonas e a disponibilidade de água no Atacama foram menores.
A descarga dos rios Congo, Níger, Nilo, Ntem, Rufiji, e Sanaga aumentou. O escoamento de Argélia, África equatorial, nordeste da África e Saara ocidental também foi maior. O aumento da descarga levou a mudanças na morfologia dos sistemas fluviais e suas planícies aluviais, e o rio Senegal expandiu seu leito, rompeu dunas e reentrou no oceano Atlântico.

### Flora e fauna do Saara
Durante o período úmido africano, lagos, rios, áreas úmidas e vegetação, incluindo gramíneas e árvores, cobriram o Saara e o Sahel, criando um "Saara Verde" com uma cobertura terrestre sem análogos modernos. Evidências incluem dados de pólen, sítios arqueológicos, indícios de atividade faunística, como diatomáceas, mamíferos, ostracodes, répteis e caracóis, vales fluviais soterrados, tapetes microbianos ricos em matéria orgânica, lamitos, evaporitos, além de travertinos e tufas depositados em ambientes subaquáticos.

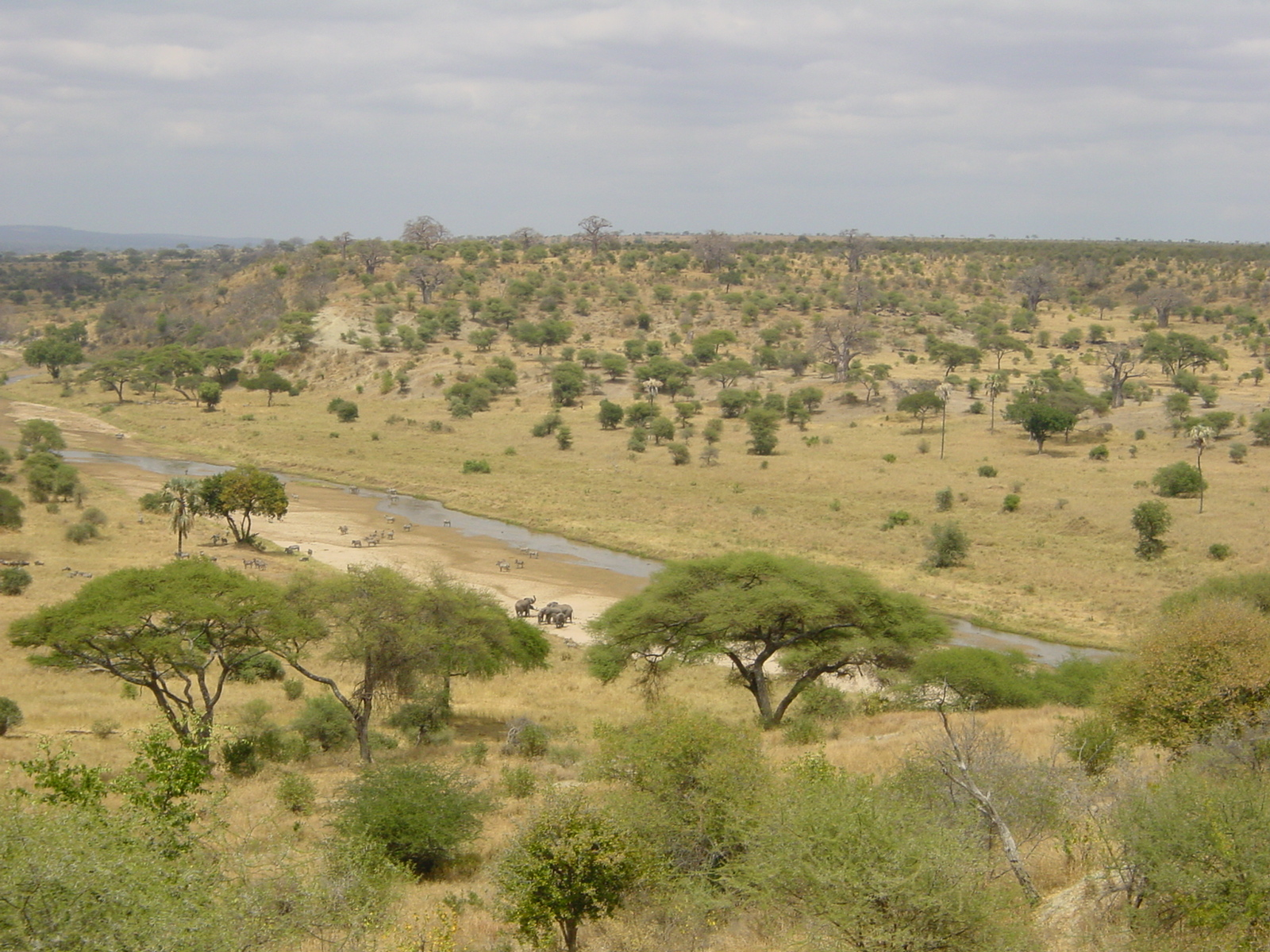
Uma savana atual, Parque Nacional de Tarangire, Tanzânia

A cobertura vegetal estendeu-se por quase todo o Saara e consistia em uma savana de gramíneas aberta com arbustos e árvores, com uma vegetação de savana úmida estabelecida nas montanhas. Em geral, a vegetação expandiu-se para o norte até o 27–30° de latitude norte na África ocidental com a fronteira do Sahel em cerca de 23° norte, à medida que o Saara foi povoado por plantas que hoje ocorrem cerca de 400–600 km mais ao sul. O movimento da vegetação para o norte levou algum tempo, e algumas espécies de plantas se deslocaram mais rápido que outras. Plantas que realizam fixação de carbono C3 tornaram-se mais comuns. O regime de fogo teve impactos importantes na vegetação e na fauna; durante o PUA, algumas áreas ao norte tornaram-se úmidas o suficiente para sustentar queimadas, enquanto áreas mais ao sul ficaram muito úmidas.
Florestas e plantas de climas tropicais úmidos concentraram-se ao redor de lagos, rios e na costa do oceano Atlântico no Senegal; corpos d'água também foram colonizados por plantas aquáticas e parcialmente aquáticas e a costa senegalesa por manguezais. A paisagem durante o PUA foi descrita como um mosaico entre diferentes tipos de vegetação de origem semidesértica e úmida, em vez de um simples deslocamento de espécies vegetais para o norte. Não houve deslocamento de plantas mediterrâneas para o sul durante o Holoceno e, nas montanhas Tibesti, temperaturas frias podem ter restringido a expansão de plantas tropicais. Dados de pólen frequentemente mostram uma predominância de gramíneas sobre árvores de climas tropicais úmidos. A árvore Lophira alata e outras podem ter se espalhado a partir das florestas africanas durante o PUA, e as plantas Lactuca podem ter se dividido em duas espécies sob os efeitos do PUA e outras mudanças climáticas na África durante o Holoceno.
O clima do Saara não se tornou totalmente homogêneo; suas partes centro-orientais provavelmente eram mais secas que os setores ocidental e central, e o mar de areia líbio permaneceu um deserto, embora áreas de deserto puro tenham recuado para pequenas regiões centrais ou se tornaram áridas/semiáridas. Uma faixa árida pode ter existido ao norte de 22° de latitude e em direção ao Delta do Nilo, ou a vegetação e a monção africana podem ter alcançado 28–31° de latitude norte; em geral, as condições entre 21° e 28° de latitude norte são pouco conhecidas. Áreas secas podem ter persistido nas sombras de chuva de montanhas e podem ter sustentado vegetação de clima árido, explicando a presença de seu pólen em núcleos de sedimentos. Além disso, gradações norte-sul nos padrões de vegetação foram reconstruídas a partir de dados de carvão e pólen.
Fósseis registram mudanças na fauna animal do Saara. Essa fauna incluía antílopes, babuínos, roedores do gênero Thryonomys, siluriformes, almeijoas, cormorões, crocodilos, elefantes, sapos, gazelas, girafas, vacas-do-mato, lebres, hipopótamos, moluscos, percas-do-Nilo, pelicanos, rinocerontes, águias-cobreiras, cobras, tilápias, sapos, tartarugas e muitos outros animais, e no Egito havia búfalos-africanos, hienas-malhadas, javalis-africanos, gnus e zebras. Aves adicionais incluem corvos-do-deserto, galeirões, frangos-d'água, mergulhões-de-crista, íbis-preto, bútios-rabo-canela, pombos, pato-ferrão e zarro-negrinha. Grandes manadas de animais viviam no Saara. Alguns animais se espalharam por todo o deserto, enquanto outros estavam limitados a locais com águas profundas. Períodos úmidos anteriores no Saara podem ter permitido a passagem de espécies pelo deserto atual. Uma redução nas áreas de savana aberta no início do PUA pode explicar o declínio de populações de alguns mamíferos durante e um gargalo populacional em guepardos no início do período úmido, enquanto levou à expansão da população de outros animais, como roedores das espécies Mastomys huberti e M. natalensis.

### Lagos e rios do Saara

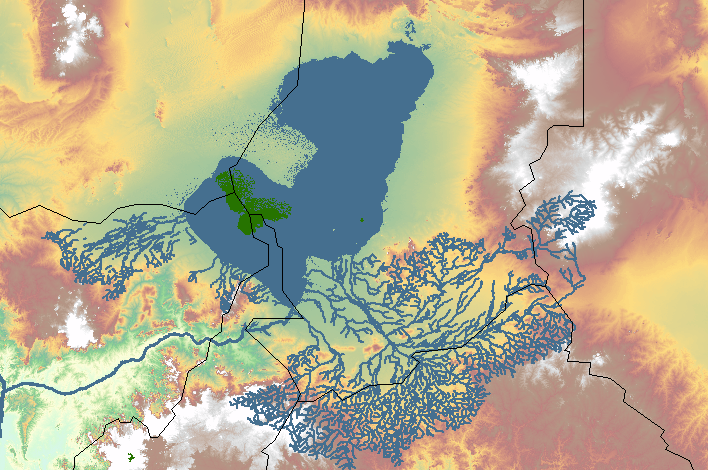
lago Megachade, com o atual lago Chade destacado em verde

Vários lagos se formaram ou se expandiram no Saara e nas montanhas Hoggar e Tibesti. O maior deles foi o lago Chade, que aumentou pelo menos dez vezes seu tamanho atual para formar o lago Megachade ou megalago Chade, então o maior lago da Terra. Esse lago Chade ampliado alcançou dimensões de 1.000 por 600 km nas direções norte-sul e leste-oeste, respectivamente, cobrindo a depressão de Bodélé e talvez até 8% do atual deserto do Saara. Ele influenciou o próprio clima; por exemplo, a precipitação teria sido reduzida no centro do lago e aumentada nas margens. O lago Chade era possivelmente alimentado pelo norte por rios que drenavam as montanhas Hoggar (drenagem de Taffassasset) e as montanhas Tibesti, pelo leste pelas "paleorrios orientais" do planalto Ennedi e pelo sul pelos rios Chari-Logone e Komadugu. O rio Chari foi o principal afluente, enquanto os rios que drenavam o Tibesti formaram leques aluviais/o delta fluvial de Angamma na entrada do norte do lago Chade. Esqueletos de elefantes, hipopótamos e hominídeos foram encontrados no delta de Angamma, que é a característica dominante da margem norte do lago Chade. O lago transborda para o rio Níger durante o nível máximo através do Mayo Kebbi e do rio Benue, eventualmente alcançando o golfo da Guiné. Sistemas de dunas mais antigos foram submersos pelo lago Chade.
Entre os grandes lagos que podem ter se formado no Saara estão o lago Megafazzan na Líbia e o lago Ptolemy no Sudão. Quade et al. 2018 levantou dúvidas sobre o tamanho e a existência de alguns desses lagos, como o lago Ptolemy, o lago Megafazzan e o lago Ahnet-Mouydir; é possível que lagos gigantes tenham se formado apenas na parte sul do Saara. Outros lagos são conhecidos em Adrar Bous no Níger, Era Kohor e Trou au Natron nas montanhas Tibesti, I-n-Atei nas montanhas Hoggar, em Ine Sakane e em Taoudenni no Mali, os lagos Garat Ouda e Takarkori nas montanhas Acacus, Chemchane na Mauritânia, em Guern El Louläilet no grande Erg ocidental e Sebkha Mellala próximo a Ouargla, ambos na Argélia, em Wadi Shati e outras áreas no Fezzan na Líbia, em Bilma, Dibella, Fachi e Gobero no Ténéré, Seeterrassental no Níger e em "Eight Ridges", El Atrun, lago Gureinat, Merga, "Ridge", Sidigh, Wadi Mansurab, Selima e Oyo no Sudão. Os lagos de Ounianga se fundiram em dois grandes lagos e transborda, seja acima da superfície ou subterraneamente. Mosaicos de pequenos lagos se desenvolveram em algumas regiões, como o grande Erg ocidental. Áreas úmidas também se expandiram durante o PUA, mas sua expansão e posterior retração foram mais lentas que as dos lagos. A topografia do Saara impede a drenagem rápida da água acumulada, favorecendo o desenvolvimento de corpos d'água. O rio Níger, que havia sido represado por dunas durante o Último Máximo Glacial, formou um lago na região de Tombuctu que eventualmente transborda e drenou em algum momento durante o PUA.
Em algumas partes do Saara, formaram-se lagos efêmeros, como em Abu Ballas, Bir Kiseiba, Bir Sahara, Bir Tarfawi e Nabta Playa no Egito, que podem estar relacionados às religiões egípcias posteriores, ou lagos-pântanos, como em Adrar Bous, próximo às montanhas Aïr. lagos efêmeros se desenvolveram entre dunas, e um "arquipélago de água doce" parece ter existido na bacia de Murzuq. Todos esses sistemas lacustres deixaram fósseis, como peixes, sedimentos límnicos e solos férteis que foram posteriormente usados para agricultura (El Deir, Oásis de Kharga). Finalmente, lagos de cratera vulcânica se formaram em campos vulcânicos, como Trou au Natron e Era Kohor no Tibesti, e às vezes sobrevivem até hoje como lagos remanescentes menores, como a cratera Malha no campo vulcânico de Meidob. Potencialmente, a maior disponibilidade de água durante o PUA pode ter facilitado o início de erupções freatomagmáticas, como a formação de maares no campo vulcânico de Bayuda, embora a cronologia das erupções vulcânicas lá não seja suficientemente conhecida para substanciar uma ligação com o PUA.
O aumento da precipitação resultou na formação ou reativação de sistemas fluviais no Saara. O grande rio Tamanrasset fluía das montanhas Atlas e Hoggar em direção ao Atlântico e entrava nele na baía de Arguim na Mauritânia. Ele formava outrora a 12ª maior bacia hidrográfica do mundo e deixou um cânion submarino e sedimentos fluviais. Junto com outros rios, formou estuários e manguezais na baía de Arguim. Outros rios na mesma área também formaram cânions submarinos, e padrões de sedimentos em núcleos de sedimentos marinhos e a ocorrência de deslizamentos submarinos na área foram relacionados à atividade desses rios.
Rios como o Irharhar na Argélia, Líbia e Tunísia e os rios Sahabi e Kufra na Líbia estavam ativos durante esse período, embora haja dúvidas se tinham fluxo perene; eles parecem ter sido mais importantes em períodos úmidos anteriores. Pequenas bacias hidrográficas, uádis e rios que desaguavam em bacias endorreicas, como o Uádi Tanezzuft, também transportavam água durante o PUA. No Egito, alguns rios ativos durante o PUA são agora cristas de cascalho. Nas Aïr, Hoggar e montanhas Tibesti, o chamado "Terraço Médio" foi depositado nesse período. Os rios e lagos do Saara podem ter servido como caminhos para a disseminação de humanos e animais; animais que podem ter se propagado pelo Saara nesses corpos d'água incluem o crocodilo-do-nilo e os peixes bagre-africano e Tilapia zillii. O nome Tassili n'Ajjer, que significa "planalto dos rios" em berbere, pode ser uma referência a fluxos fluviais passados. Por outro lado, fluxos intensos desses rios podem ter tornado suas margens perigosas para humanos, criando um impulso adicional para o movimento humano. Vales fluviais agora secos do PUA no Saara oriental foram usados como análogos para antigos sistemas fluviais em Marte.

### Humanos do Saara
As condições e recursos eram propícios para os primeiros caçadores-coletores, pescadores e, mais tarde, pastoralistas; a cronologia exata – quando os humanos retornaram ao Saara após o início do PUA – é controversa. Eles podem ter vindo do norte (Magrebe ou Cirenaica), onde a cultura Capsiana estava localizada, do sul (África subsaariana), ou do leste (vale do Nilo). A população humana no Saara aumentou rapidamente durante o PUA, interrompida por um breve declínio entre 7.600 e 6.700 anos atrás. Vestígios de atividade humana foram encontrados nas montanhas Acacus, onde cavernas e abrigos rochosos foram usados como acampamentos base para humanos, como a caverna Uan Afuda e os abrigos rochosos Uan Tabu e Takarkori. A primeira ocupação em Takarkori ocorreu entre 10.000 e 9.000 anos atrás; cerca de cinco milênios de evolução cultural humana estão registrados lá. Em Gobero no deserto de Ténéré, um cemitério foi encontrado, usado para reconstruir o estilo de vida desses antigos habitantes do Saara, e no lago Ptolemy na Núbia, humanos se estabeleceram perto da margem do lago, usando seus recursos e talvez até se engajando em atividades de lazer. Naquela época, muitos humanos parecem ter dependido de recursos aquáticos, já que muitas das ferramentas deixadas pelos primeiros humanos estão associadas à pesca; por isso, essa cultura também é conhecida como "aquilítica", embora diferenças substanciais entre as culturas de vários locais tenham sido encontradas. O verdor do Saara levou a uma expansão demográfica e, especialmente no Saara oriental, a ocupação humana coincide com o PUA. Por outro lado, a ocupação diminuiu ao longo do vale do Nilo, pois ele se tornou inóspito para assentamentos humanos devido a inundações que se estendiam até o delta do Nilo. Humanos se mudaram para o segmento sudanês do vale do Nilo apenas por volta de 11.000 anos atrás.

Os humanos caçavam grandes animais com armas encontradas em sítios arqueológicos e cereais silvestres que ocorriam no Saara durante o PUA, como braquiária, sorgo e urocloa, eram uma fonte adicional de alimento. Os humanos também domesticaram bovinos, cabras e ovelhas. A domesticação de bovinos pode ter ocorrido especialmente no Saara oriental, mais ambientalmente variável,, onde a ausência de lagos (bovinos têm altas exigências de água potável) pode, no entanto, ter limitado sua ocorrência. A pecuária ganhou força por volta de 7.000 anos atrás, quando animais domésticos chegaram ao Saara, e um aumento populacional pode estar ligado a essa mudança na prática cultural; bovinos e cabras se espalharam para o sudoeste a partir do nordeste da África a partir de 8.000 anos antes do presente. A produção de laticínios foi demonstrada em alguns locais e a pecuária bovina é apoiada pela frequente representação de bovinos em pinturas rupestres. A importância relativa das práticas de caçadores-coletores e do pastoralismo, e se as pessoas eram sedentárias ou migratórias, permanece incerta. A canoa de Dufuna, uma das embarcações mais antigas conhecidas no mundo, parece datar do período úmido do Holoceno e implica que os corpos d'água daquele tempo eram navegados por humanos. As unidades culturais "Masara" e "Bashendi" existiam no oásis de Dakhla durante o PUA. Nas montanhas Acacus, vários horizontes culturais, conhecidos como Acacus Inicial e Tardio e Pastoral Inicial, Médio, Tardio e Final, foram identificados, enquanto no Níger, a cultura Kiffiana foi relacionada ao início do PUA. Civilizações antigas prosperaram, com agricultura e pecuária ocorrendo em assentamentos neolíticos. Possivelmente, a domesticação de plantas na África foi atrasada pela maior disponibilidade de alimentos durante o PUA, ocorrendo apenas por volta de 2.500 a.C.

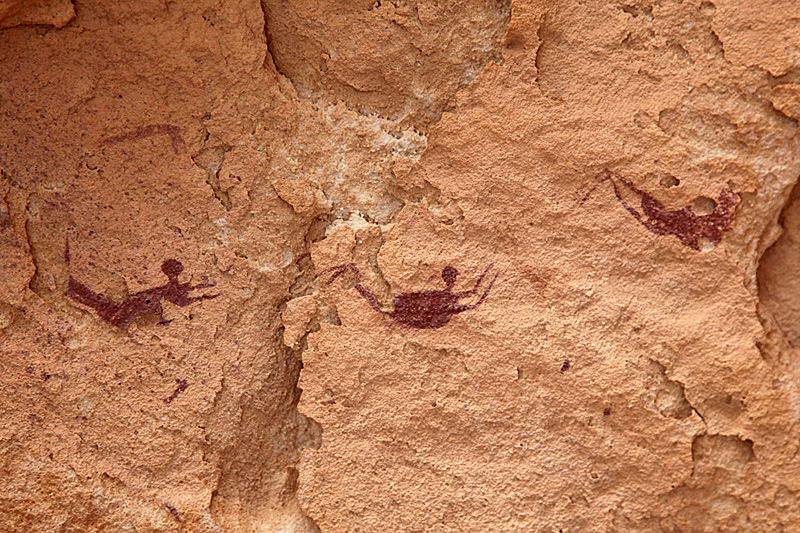
Imagens de pessoas nadando na Caverna dos Nadadores

Os humanos criaram arte rupestre, como petróglifos e pinturas rupestres no Saara, talvez a maior densidade dessas criações no mundo. As cenas incluem animais e a vida cotidiana, como natação, que apoia a presença de climas mais úmidos no passado. Um local de petróglifos bem conhecido é a Caverna dos Nadadores nas montanhas Gilf Kebir do Egito; outros locais notáveis incluem as montanhas Gabal El Uweinat também do Egito, Arábia e o Tassili n'Ajjer na Argélia, onde pinturas rupestres desse período foram descobertas. Os humanos também deixaram artefatos, como Fesselsteine e cerâmicas em áreas que hoje são desertos inóspitos. O norte da África, junto com o Leste Asiático, é um dos primeiros lugares onde a olaria foi desenvolvida, provavelmente sob a influência da maior disponibilidade de recursos durante o PUA. O período úmido também favoreceu seu desenvolvimento e disseminação na África ocidental durante o 10º milênio a.C.; o chamado motivo de "linha ondulada" ou "linha ondulada pontilhada" era amplamente difundido no norte da África e até o lago Turkana.
Essas populações foram descritas como epipaleolíticas, mesolíticas e neolíticas e produziram uma variedade de ferramentas líticas e outros conjuntos. Na África ocidental, a mudança cultural da Idade da Pedra Média Africana para a Idade da Pedra Tardia acompanhou o início do PUA. No Sudão, o início da cultura de Cartum inicial coincide com o início do PUA. Dados genéticos e arqueológicos indicam que essas populações que exploraram os recursos do Saara durante o PUA provavelmente se originaram na África subsaariana e se moveram para o norte após algum tempo, após o deserto ficar mais úmido; isso pode ser refletido na disseminação para o norte das linhagens genômicas macrohaplogrupo L e haplogrupo U6. Em contrapartida, o PUA facilitou o movimento de algumas populações eurasiáticas para a África, e viagens bidirecionais através do Saara em geral. Em outros lugares, cursos d'água recém-formados ou expandidos podem ter restringido a mobilidade humana e isolado populações. Essas condições favoráveis para populações humanas podem ser refletidas em mitos de paraíso, como o Jardim do Éden na Bíblia e o Elísio e a idade de ouro na antiguidade clássica, enquanto um possível papel na disseminação das línguas nilo-saarianas é debatível. Referências em crônicas egípcias sobre terras úmidas ao longo do mar Vermelho podem registrar as condições úmidas do final do PUA.

## Manifestações adicionais no Saara
A vegetação expandida e a formação de solo estabilizaram dunas anteriormente ativas, dando origem, por exemplo, às atuais dunas Draa na Grande Mar de Areia do Egito, embora haja incerteza sobre se essa estabilização foi generalizada. O desenvolvimento de solos e a atividade biológica em solos são evidenciados nas montanhas Acacus e na região de Mesak Settafet na Líbia, mas evidências de formação de solo/pedogênese como ferro de pântano também são descritas em outras partes do Saara. Na planície de Areia de Selima, a paisagem sofreu truncamento erosivo e bioturbação. A erosão por aumento do escoamento retardou o desenvolvimento do solo até alguns milênios após o início do PUA. O Saara central e meridional testemunhou o desenvolvimento de depósitos aluviais, enquanto depósitos de sebkha são conhecidos no Saara ocidental. Raios atingindo o solo deixaram rochas alteradas por raios em partes do Saara central.

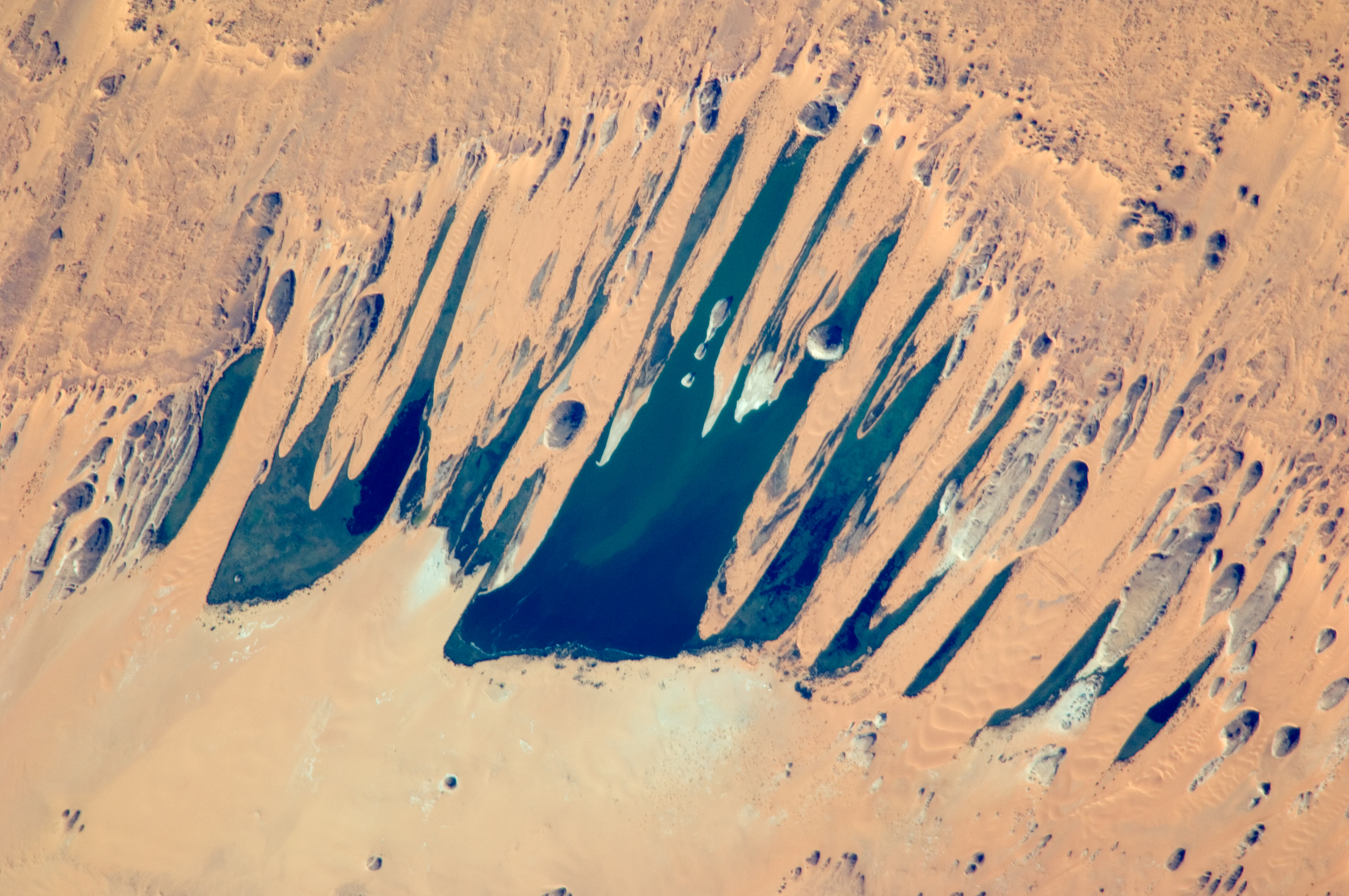
Os lagos de Ounianga são recarregados por águas subterrâneas fósseis originadas parcialmente durante o PUA

O aumento da precipitação recarregou aquíferos como o aquífero de arenito núbio; atualmente, a água desse aquífero mantém vários lagos no Saara, como os lagos de Ounianga. Outros sistemas de água subterrânea estavam ativos naquela época nas montanhas Acacus, montanhas de Aïr, no Fezzan e em outras partes da Líbia e do Sahel. Lençóis freáticos elevados forneceram água para plantas e foram descarregados em depressões, lagos, nascentes e vales, formando depósitos generalizados de carbonato e alimentando lagos e áreas úmidas.
A formação de lagos e vegetação reduziu a exportação de poeira do Saara. Isso foi registrado em testemunhos marinhos, incluindo um testemunho onde a exportação de poeira diminuiu quase pela metade, e em lagos italianos. Em locais costeiros, como em Omã, a elevação do nível do mar também reduziu a produção de poeira. No Mediterrâneo, a redução do aporte de poeira foi acompanhada por um aumento do aporte de sedimentos do Nilo, levando a mudanças na composição dos sedimentos marinhos. Por outro lado, o aumento da vegetação pode ter gerado mais compostos orgânicos voláteis no ar.
É debatível se o fortalecimento da monção intensificou ou reduziu a ressurgência na costa noroeste da África, com algumas pesquisas sugerindo que o fortalecimento da ressurgência diminuiu as temperaturas da superfície do mar e aumentou a produtividade biológica do mar, enquanto outras sugerem o oposto; menos ressurgência com mais umidade. No entanto, independentemente de a ressurgência ter aumentado ou diminuído, é possível que o fortalecimento da monção tenha impulsionado a produtividade nas costas do Norte e Oeste da África devido ao aumento do escoamento de rios que entregaram mais nutrientes ao mar. A redução do aporte de poeira pode ter causado a interrupção do crescimento de coral de águas profundas no Atlântico oriental durante o PUA, privando-os de nutrientes.

### Arábia
A precipitação em Dhofar e no sudoeste da Arábia é trazida pela monção africana, e uma mudança para um clima mais úmido, semelhante ao africano, foi observada no sul da Arábia e em Socotra a partir de depósitos de caverna e fluviais. Possivelmente, alcançou até o Catar. Lagos paleolíticos do Holoceno são registrados em Tayma, Jubbah, no areal de Wahiba de Omã e em Mundafan. No Rub' al-Khali, lagos formaram-se entre 9.000 e 7.000 anos atrás e as dunas foram estabilizadas pela vegetação, embora a formação de lagos tenha sido menos pronunciada do que no Pleistoceno. O sistema fluvial Wadi ad-Dawasir na Arábia Saudita central tornou-se ativo novamente com aumento do escoamento fluvial para o golfo Pérsico. Wadis em Omã erodiram dunas do Último Máximo Glacial e formaram terraços de acumulação. Episódios de aumento do escoamento fluvial ocorreram no Iêmen e o aumento da precipitação é registrado nas cavernas de Hoti, Qunf em Omã, Mukalla no Iêmen e caverna Hoq em Socotra. O aumento da precipitação resultou em maior fluxo de água subterrânea, gerando lagos alimentados por águas subterrâneas e depósitos de carbonato.
Florestas e a atividade de incêndios florestais expandiram-se por partes da Arábia. Fontes de água doce na Arábia durante o PUA tornaram-se pontos focais de atividade humana e atividades de pastoreio entre montanhas e terras baixas ocorreram. Além disso, a atividade cárstica ocorreu em recifes de coral expostos no mar Vermelho, e vestígios disso ainda são reconhecíveis hoje. O aumento da precipitação também foi invocado para explicar a redução da salinidade no mar Vermelho, aumento da sedimentação e aumento do aporte fluvial, enquanto o aporte de poeira diminuiu. Arte rupestre retrata a fauna que existia na Arábia durante o período úmido. Sítios arqueológicos, como de moledros, apareceram com o início do período úmido, e o povoamento do sul da Mesopotâmia durante o período de Ubaid pode coincidir com a época úmida.
O período úmido na Arábia não durou tanto quanto na África, os desertos não recuaram tanto e a precipitação pode não ter alcançado a parte central e norte da península além de Omã e das terras altas do Iêmen; o norte da Arábia permaneceu um pouco mais seco que o sul, secas ainda eram comuns e a terra ainda produzia poeira. Um estudo estimou que a quantidade de chuva no mar Vermelho aumentou para no máximo 1 m/ano. É controverso se alguns lagos antigos na Arábia eram na verdade pântanos.

### África oriental
A descarga do Nilo foi maior do que hoje e, durante o início do PUA, o Nilo no Egito inundava até 3-5 m mais alto do que recentemente antes do controle de enchentes. O aumento das inundações pode ter tornado o vale do Nilo pantanoso e inóspito e poderia explicar por que muitos sítios arqueológicos ao longo do Nilo foram abandonados durante o PUA, com conflitos violentos ocorrendo no sítio arqueológico Jebel Sahaba. Logo após o Dryas recente, o Nilo Azul teria sido a principal fonte de águas para o Nilo. Águas do Nilo encheram depressões como a depressão de Fayum para formar um lago profundo com águas de fundo anóxicas e alcançando 20 metres (66 ft) acima do nível do mar, provavelmente após a ruptura de uma barreira geomórfica. Áreas úmidas e canais anastomosados desenvolveram-se no delta do Nilo com o aumento do aporte de sedimentos. Além disso, afluentes do Nilo no noroeste do Sudão como Wadi Al-Malik, Wadi Howar e vale das Rainhas tornaram-se ativos durante o PUA e contribuíram com sedimentos para o Nilo. O Wadi Howar permaneceu ativo até 4.500 anos atrás, e na época frequentemente continha lagos represados por dunas, pântanos e áreas úmidas; foi o maior afluente saariano do Nilo e constituiu uma importante via de acesso à África subsaariana. Por outro lado, parece que o lago Vitória e o lago Alberto não transborda para o Nilo Branco durante todo o PUA, e o Nilo Branco teria sido sustentado pelo transbordo do lago Turkana. Parece haver uma tendência ao longo do PUA para a descarga do Nilo Azul diminuir em relação à do Nilo Branco. O Nilo Azul construiu um leque aluvial em sua confluência com o Nilo Branco, e a incisão fluvial pelo Nilo reduziu o risco de inundações em algumas áreas, que assim se tornaram disponíveis para uso humano.

Alguns lagos formaram-se ou expandiram-se durante o PUA.

Lagos fechados na África oriental subiram, às vezes por centenas de metros. O lago Suguta desenvolveu-se no vale Suguta, acompanhado pela formação de deltas fluviais onde rios como o rio Baragoi entravam no lago. Por sua vez, o lago Suguta transborda para o rio Kerio, adicionando água ao lago Turkana onde o aumento da descarga pelo rio Turkwel levou à formação de um grande delta fluvial. O rio Omo permaneceu seu principal afluente, mas o papel relativo de outras fontes de água aumentou em comparação com as condições atuais. Um lago de 45 m de profundidade preencheu a bacia de Chew Bahir e, junto com os lagos Chamo e Abaya, formou um sistema fluvial que desaguava no lago Turkana, que por sua vez transborda em seu lado noroeste através do pântano Lotikipi para o Nilo Branco. Depósitos desse nível máximo do lago formam a formação Galana Boi. A profundidade aumentada da água reduziu a mistura de água no lago Turkana, permitindo o acúmulo de material orgânico. Este grande lago transborda era preenchido com água doce e era habitado por humanos, geralmente em baías, ao longo de cabos e costas protegidas; as sociedades ali se dedicavam à pesca mas provavelmente também podiam recorrer a outros recursos da região.
O lago Abhe etíope expandiu-se para cobrir uma área de 6.000 km2, muito maior que o lago atual, no ciclo lacustre "Abhe IV"–"Abhe V". O lago ampliado cobriu uma grande área a oeste do lago atual, os atuais lagos Afambo, Gamari e Tendaho, reduzindo Borawli, Dama Ale e Kurub a ilhas. O nível máximo de água foi atingido durante o início do Holoceno com o aumento da descarga fluvial, mas foi posteriormente limitado por transbordo parcial e não subiu acima de 380 m novamente. A recarga de água subterrânea térmica profunda ocorreu na região. Cerca de 9.000 anos de ocupação humana são documentados no lago. Sítios arqueológicos indicam que as pessoas obtinham recursos do lago e acompanhavam sua ascensão e declínio. As tradições culturais no lago Abhe parecem ser incomuns pelos padrões do PUA/África.
O lago Zway e o lago Shala na Etiópia uniram-se ao lago Abiyata e ao lago Langano para formar um grande corpo d'água que começou a transborda para o rio Awash. Outros lagos que se expandiram incluem o lago Ashenge e o lago Hayq também na Etiópia, o lago Bogoria, o lago Naivasha e o lago Nakuru/lago Elmenteita todos no Quênia, e o lago Masoko na Tanzânia. Lagos formaram-se na caldeira do vulcão Menengai e na região de Chalbi a leste do lago Turkana; o lago cobriu uma área de cerca de 10.000 km2. Um lago Magadi de 1.600 km2  e 50 m de profundidade formou-se no início do Holoceno, gerando os sedimentos "High Magadi Beds". Este lago era alimentado por cachoeiras agora secas e possivelmente pelo lago vizinho Koora. Na depressão Danakil da Etiópia, condições de água doce foram estabelecidas. Lagos formaram-se em depressões nas montanhas ao redor do lago Kivu. Alguns desses lagos se conectaram por transbordo: Nakuru-Elmenteita drenava para o norte através da caldeira de Menengai, Baringo-Bogoria Suguta para o lago Turkana e deste para o Nilo, esculpindo gargantas ao longo do caminho. O lago Naivasha drenava para o sul através do lago Siriata para o lago Magadi-Natron. O transbordo de vários desses lagos permitiu que animais, incluindo crocodilo-do-Nilo e peixes, se propagassem para as bacias lacustres individuais, mas ao mesmo tempo dificultou a propagação de muitos mamíferos terrestres. Sistemas fluviais na região sul do vale do Rifte Queniano tornaram-se ativos.

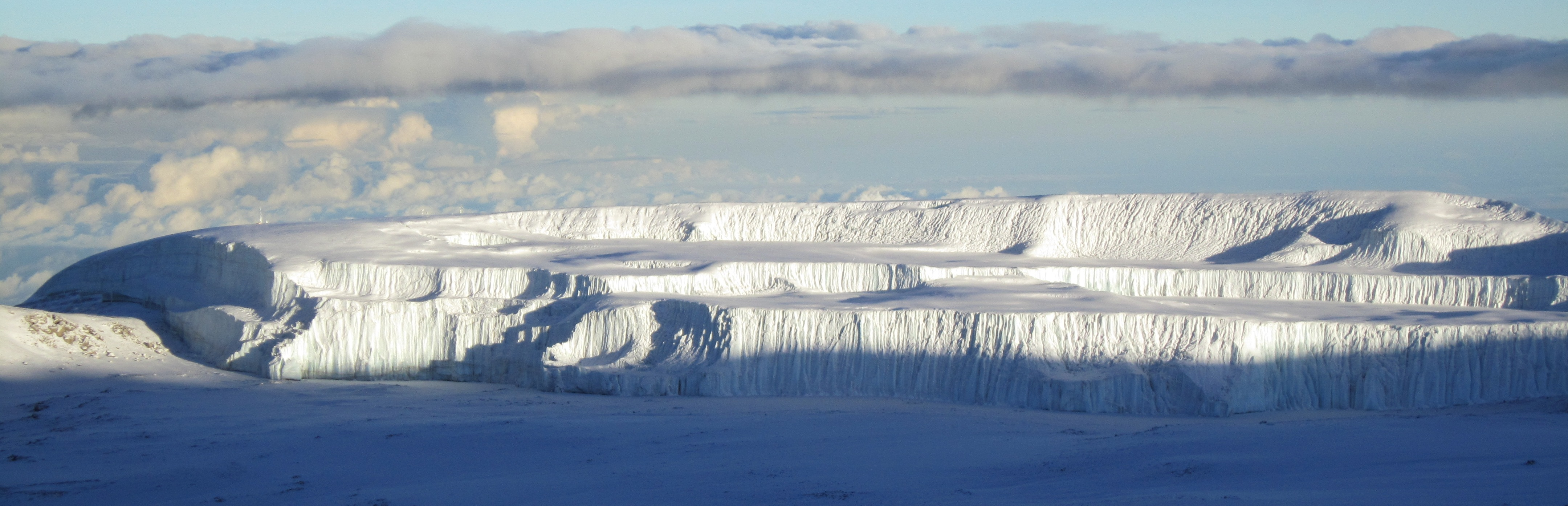
Uma geleira no monte Kilimanjaro. O gelo mais antigo presente agora no Kilimanjaro formou-se durante o PUA.

Geleiras pararam de recuar ou expandiram-se brevemente na África oriental no início do PUA antes de continuarem a retroceder. No monte Kilimanjaro, elas podem ter se expandido durante o PUA após uma fase durante o Dryas recente em que a montanha estava livre de gelo, mas a linha de árvores também subiu naquela época, acompanhada pela formação de solo. O clima mais úmido pode ter desestabilizado o vulcão vizinho monte Meru, causando um deslizamento gigante que removeu seu cume.
A erosão nas bacias hidrográficas da África oriental aumentou com o início do período úmido, mas depois diminuiu mesmo antes de seu fim, pois o aumento do intemperismo levou à formação de solos, que por sua vez possibilitaram o estabelecimento de uma cobertura vegetal que posteriormente reduziu a erosão adicional. O aumento do intemperismo resultou no aumento do consumo de 
CO2 atmosférico durante o PUA.
Surpreendentemente, e contrariamente aos padrões esperados de mudanças precessionais, o vale do Rifte Africano também experimentou climas mais úmidos durante o PUA, alcançando o sul até o lago Rukwa e o lago Cheshi no hemisfério sul. Na região do vale do Rifte Africano e dos Grandes Lagos Africanos, evidências de pólen apontam para a ocorrência de florestas, incluindo vegetação de florestas tropicais, devido ao aumento da precipitação, enquanto hoje elas ocorrem apenas em áreas limitadas ali. Uma vegetação mais densa também ocorreu no lago Turkana, com vegetação arbórea cobrindo quase metade da terra seca embora as pastagens permanecessem dominantes. O desenvolvimento de vegetação florestal ao redor dos Grandes Lagos Africanos criou um ambiente interconectado onde as espécies se espalharam, aumentando a biodiversidade com efeitos no futuro, quando o ambiente se tornou fragmentado. A cobertura vegetal também aumentou na região do Afar e plantas da família Ericaceae se espalharam em elevações mais altas. Florestas e vegetação que requer umidade expandiram-se nas montanhas Bale. Diferentes tipos de vegetação, incluindo vegetação de terras secas, existiam no lago Malawi e no lago Tanganyika, no entanto, e a vegetação não mudou muito. O clima mais úmido levou à formação do paleossolo Halalee na região de Afar.
Na África oriental, o PUA levou a condições ambientais melhoradas em termos de suprimento de alimentos e água de grandes lagos, permitindo que as primeiras populações humanas sobrevivessem e crescessem em tamanho sem exigir grandes mudanças nas estratégias de coleta de alimentos. Técnicas de cerâmica como a "linha ondulada pontilhada" e "Kanysore" estão associadas a comunidades de pesca e forrageamento. Na Somália, a indústria lítica "Bardaale" está ligada ao PUA. Períodos úmidos e secos anteriores na África oriental podem ter influenciado a evolução humana e permitido sua dispersão pelo Saara e para a Europa. Espécies animais também se beneficiaram, com populações de mosquitos aumentando no lago Vitória.

### Outras partes da África e o domínio da floresta tropical
O lago Bosumtwi em Gana subiu durante o PUA. Evidências ali também sugerem uma diminuição na atividade de incêndio florestal. Florestas tropicais expandiram-se nas terras altas de Camarões e no planalto de Adamawa em Camarões e moveram-se para altitudes mais altas no lago Bambili também em Camarões, causando uma mudança ascendente da vegetação afromontana. O núcleo da floresta tropical provavelmente permaneceu inalterado pelo PUA, talvez com algumas mudanças nas espécies e uma expansão de sua área. Há alguma evidência de que um "período úmido equatorial", mecanicamente ligado à insolação equatorial e estendendo-se até a Amazônia, pode ter ocorrido na região leste do Congo ao mesmo tempo que o PUA ou em torno de seu início e fim. As turfeiras das Congo central começaram a se desenvolver durante o PUA e a turfa continua a se acumular lá até hoje, embora com uma desaceleração na Cuvette Centrale após o fim do PUA. No golfo da Guiné, o aumento da sedimentação e mudanças nos padrões de sedimentação devido ao aumento do escoamento fluvial diminuíram a atividade de emanação fria submarina ao largo da atual Nigéria.
Em São Nicolau e Brava nas ilhas do Cabo Verde, a precipitação e a erosão aumentaram. Nas Ilhas Canárias, há evidências de um clima mais úmido em Fuerteventura, La Gomera e Tenerife, as florestas de louro mudaram, possivelmente como consequência do PUA. A recarga dos níveis de água subterrânea foi inferida em Grã-Canaria também nas Ilhas Canárias, seguida por uma diminuição após o fim do PUA. Corvos podem ter chegado às Ilhas Canárias a partir do norte da África quando este era mais úmido.

### Levante e Mediterrâneo
A África de alta latitude não sofreu grandes mudanças nos últimos 11.700 anos; as montanhas Atlas podem ter bloqueado a expansão da monção para o norte. No entanto, depósitos de vales fluviais e depósitos de cavernas mostrando um clima mais úmido no sul do Marrocos, aumento da precipitação nas terras altas da Argélia, mudanças na vegetação no Médio Atlas, várias inundações em rios da Tunísia e mudanças nos ecossistemas que impactaram roedores dependentes de estepe no norte da África foram ligados ao PUA.
No Pleistoceno e Holoceno, a umidade no Mediterrâneo frequentemente se correlaciona com a umidade no Saara, e o clima do início ao meio do Holoceno na Ibéria, Itália, Negev e norte da África era mais úmido do que hoje; na Sicília, o aumento da umidade correlaciona-se com mudanças no ZCIT no norte da África. A precipitação mediterrânea é trazida por ciclones mediterrâneos e os ventos do oeste; seja pelo aumento da precipitação dos ventos de oeste, transporte de umidade para o norte a partir da África ou precipitação monçônica se estendendo ao Mediterrâneo, pode ter tornado a região mais úmida. Embora esteja estabelecido, a natureza da conexão entre a monção africana e a precipitação mediterrânea é incerta e foi a precipitação de inverno que aumentou predominantemente, embora separar a precipitação monçônica da não monçônica possa ser difícil.
O mar Mediterrâneo tornou-se menos salino durante o PUA, em parte devido ao aumento da precipitação dos ventos de oeste mas também pelo aumento do escoamento de rios na África, levando à formação de camadas de sapropel quando o aumento do escoamento tornou o Mediterrâneo mais estratificado e eutrofizado, com mudanças nas massas de água principais do mar. A camada de sapropel S1 está especificamente associada ao PUA e ao aumento da descarga do Nilo e outros rios africanos. Esses processos, juntamente com a redução do transporte de poeira pelo vento, levaram a mudanças nos padrões de sedimentos do Mediterrâneo, e ao aumento da disponibilidade de nutrientes marinhos e produtividade da cadeia alimentar no Mediterrâneo, que impactaram o desenvolvimento de corais de águas profundas.
No Levante, condições mais úmidas durante o PUA são registradas na caverna de Jeita no Líbano e na caverna Soreq em Israel, enquanto o mar Morto foi relatado como tendo crescido ou encolhido durante o PUA. Tal declínio, se ocorreu, e o declínio de outros lagos do sul da Europa foram baixos durante este período. Isso é diferente de períodos úmidos anteriores no Saara; possivelmente, o gradiente de insolação inverno-verão mais forte nesses períodos úmidos anteriores criou um padrão de umidade diferente do que durante o Holoceno. O norte do Mediterrâneo pode ter sido mais seco, com mais atividade de incêndios florestais, durante o PUA.

### África meridional
Os efeitos, se houver, do PUA na África meridional não são claros. Originalmente, foi proposto que as mudanças orbitais implicariam um período seco na África meridional que daria lugar a condições mais úmidas conforme o PUA do norte terminasse, à medida que o ZCIT mudaria sua posição média entre os dois hemisférios. No entanto, a falta de dados paleoclimatológicos com resolução temporal suficiente da África meridional dificultou a avaliação do clima ali durante o PUA. Dados paleoclimáticos mais recentes sugerem, no entanto, que a África meridional era realmente mais úmida durante o PUA, em vez de mais seca, alcançando até a ilha Rodrigues no oceano Índico e a bacia do rio Orange. A área entre o lago Tanganyika e o lago Malawi foi interpretada como o limite da influência do PUA.
Por outro lado, e consistente com o padrão de reação oposta do hemisfério sul, o rio Zambeze atingiu sua menor descarga durante o PUA, e a precipitação no planalto central africano e na Zâmbia diminui em simulações computacionais de um "Saara Verde". Assim, o PUA pode não ter alcançado o sul ou sudeste da África. Pode ter havido mudanças opostas na precipitação entre o sudeste da África e a África oriental tropical, separadas por uma "zona de articulação". Mudanças particulares ocorreram na África meridional central, onde um período seco coincidiu com a expansão do lago Makgadikgadi; presume-se que o lago durante esse intervalo seco foi alimentado por um aumento da umidade na bacia do rio Okavango nas Terras Altas Angolanas devido ao PUA; turfeiras formaram-se em Angola durante o PUA. Em geral, há pouca consistência entre o Norte e o Sul da África em termos de mudanças hidrológicas durante o Holoceno, e em nenhum lugar o início e o fim do PUA são evidentes. Mudanças mediadas orbitalmente no clima do hemisfério norte afetaram o hemisfério sul por vias oceânicas envolvendo temperaturas da superfície do mar. Além disso, períodos úmidos não relacionados ao PUA podem ter ocorrido após a deglaciação na África meridional.

### Estimativas numéricas
As estimativas da quantidade exata de aumento da precipitação variam amplamente. Durante o PUA, a precipitação no Saara aumentou para 300-400 mm/ano, e valores superiores a 400 mm/ano podem ter se espalhado até 19–21° de latitude norte. No Saara oriental, identificou-se um gradiente de incremento de 200 mm/ano no norte até 500 mm/ano no sul. Uma área com menos de 100 mm/ano pode ter permanecido no Saara oriental, no entanto, embora suas partes mais secas possam ter recebido 20 vezes mais precipitação do que hoje. A precipitação no Saara provavelmente não ultrapassou 500 mm/ano, com grande incerteza.
Outros valores reconstruídos do aumento da precipitação indicam um aumento anual de cerca de 150-320 mm/ano na África, com forte variação regional. A partir de níveis de lagos e outros indicadores, aumentos de precipitação de 20–33%, 25–40% ou 50–100%/40–150% foram inferidos para a África oriental, com um aumento de 40% reconstruído para o norte da África. No início do Holoceno, parece haver uma tendência de diminuição da umidade para leste e norte. Além disso, em Tayma na Arábia, parece ter ocorrido um aumento triplo e a precipitação no areal de Wahiba de Omã pode ter atingido 250-500 mm/ano.

### Efeito em outros modos climáticos
O El Niño-Oscilação Sul (ENOS) é um modo de variabilidade climática importante. Registros paleoclimatológicos do Equador e do oceano Pacífico indicam que durante o Holoceno inicial e médio a variabilidade do ENOS foi suprimida em cerca de 30–60%, o que só pode ser parcialmente explicado por forçamento orbital. O "Saara Verde" pode ter suprimido a atividade do ENOS, forçando um estado climático semelhante a La Niña, em um modelo climático isso é acompanhado por uma diminuição da ressurgência e aprofundamento da termoclina no Pacífico oriental à medida que a circulação de Walker se desloca para o oeste. Ventos de leste no oceano Pacífico ocidental aumentam, enquanto diminuem no leste. Além disso, padrões de temperatura da superfície do mar do Niño Atlântico desenvolvem-se no oceano Atlântico.
Efeitos remotos do PUA no clima também foram estudados, embora muitas mudanças sejam dependentes de modelos e também possam ser imprecisas devido a representações incorretas da distribuição de poeira atmosférica. Se a redução do albedo do Saara durante o PUA contribuiu para, ou o aumento da cobertura de nuvens contrabalançou, o aquecimento do máximo térmico do Holoceno é dependente de modelos; mudanças na poeira não tiveram um efeito significativo. O PUA também influenciaria as temperaturas da superfície do mar no oceano Índico, embora não haja muitas evidências sobre as temperaturas do mar no Holoceno médio ali.
A circulação meridional do Atlântico transporta calor do hemisfério sul para o hemisfério norte e está implicada no início do PUA do Holoceno e PUAs anteriores após o fim de uma era glacial. Vários estudos foram realizados para determinar quais efeitos a redução do suprimento de poeira e o esverdeamento do Saara teriam em sua intensidade, com resultados conflitantes sobre quais efeitos predominariam. O aumento do transporte de calor, seja pela atmosfera ou pelo oceano, resultaria em aquecimento no Ártico.
Gaetani et al. 2024 descobriram que simulações climáticas do "Saara Verde" apresentam aquecimento em todo o hemisfério norte e um fortalecimento dos ventos de oeste e sua precipitação no Atlântico mas uma diminuição ao longo da costa oeste dos Estados Unidos. Há também mudanças na Oscilação do Atlântico Norte durante o inverno, e um deslocamento para o oeste da circulação de Walker. Os padrões de temperatura simulados, no entanto, correspondem apenas parcialmente às reconstruções de temperatura.

#### Precipitação remota e o PUA
O esverdeamento do Saara intensificou as monções da Índia e da Ásia, aquecimento e aumento da precipitação na maior parte do Planalto do Tibete especialmente no final da temporada de monções, e simulações climáticas incluindo um "Saara Verde" reproduzem os paleoclimas reconstruídos ali melhor do que aquelas sem. Em um modelo climático, há uma mudança na precipitação de neve para chuva. As monções fortalecidas e expandidas da África e da Ásia alteram a circulação atmosférica do planeta, induzindo uma monção do leste asiático deslocada para o norte e mais úmida e secagem em toda a América do Sul tropical e América do Norte centro-oriental. No Leste da Ásia, um anticiclone fortalecido sobre o Pacífico oeste entrega mais umidade ao nordeste da China e Indochina, e menos ao centro e sudeste da China. A redução da emissão de poeira aquece o Atlântico Norte e aumenta o fluxo de oeste para a monção norte-americana, fortalecendo-a. As mudanças de precipitação de longo alcance chegam até a Europa e Austrália. Discrepâncias entre a extensão modelada e reconstruída para o norte e a precipitação nas regiões de monção asiática e na área da monção norte-americana podem ser explicadas por esses efeitos remotos.
Sun et al. 2020 propuseram que o esverdeamento do Saara durante o PUA pode aumentar a precipitação no Oriente Médio mesmo que nem as monções africanas nem indianas o alcancem. Durante a primavera, a vegetação aumentada força circulações atmosféricas anômalas que direcionam o transporte de umidade do Mediterrâneo, do mar Vermelho e da África tropical oriental para o Oriente Médio, aumentando a precipitação e a produtividade agrícola ali. Isso poderia explicar o aumento da precipitação no Oriente Médio durante o PUA: Um clima úmido ocorreu no Oriente Médio durante o início do Holoceno, levando ao período de Ubaid de povoamento na Mesopotâmia, seguido por fases secas por volta de 5.500 anos atrás e uma redução concomitante no rendimento simulado de trigo.

#### Furacões e o PUA
Um modelo climático indicou que um Saara mais verde e uma redução na emissão de poeira teriam aumentado a atividade de ciclone tropicals, especialmente sobre o Atlântico, mas também na maioria das outras bacias de ciclones tropicais. Mudanças na intensidade das tempestades, diminuições no cisalhamento do vento, mudanças na circulação atmosférica e menos poeira na atmosfera, que resulta em oceanos mais quentes, são responsáveis por esse fenômeno, enquanto a atividade de onda tropical pode ter aumentado ou diminuído. O efeito líquido poderia ser um aumento global na atividade de ciclones tropicais, um deslocamento para o oeste dentro das bacias oceânicas e no oceano Atlântico um deslocamento para datas mais tardias. Embora não haja bons dados de paleotempestologia para o período do PUA que poderiam confirmar ou refutar essa teoria e muitos desses registros são específicos para locais particulares, a atividade de furacão incluindo impactos passados em Porto Rico e em Vieques parece correlacionar-se com a força da Monção da África ocidental e o aumento da precipitação na península norte do Yucatán durante o Holoceno médio poderia ser explicado por uma maior atividade de furacões durante o PUA. Por outro lado, no Grande Banco das Bahamas e nas Dry Tortugas do sul da Flórida, uma diminuição da atividade de furacões ocorreu durante o PUA e a emissão de poeira nem sempre é anticorrela com a atividade de furacões. Finalmente, o movimento para o norte do ZCIT durante o PUA pode ter causado um movimento correspondente para o norte das áreas de formação de ciclones tropicais e trajetórias de tempestades no oceano Atlântico, o que também poderia explicar a diminuição da atividade de furacões nas Bahamas e Dry Tortugas.

## Flutuações

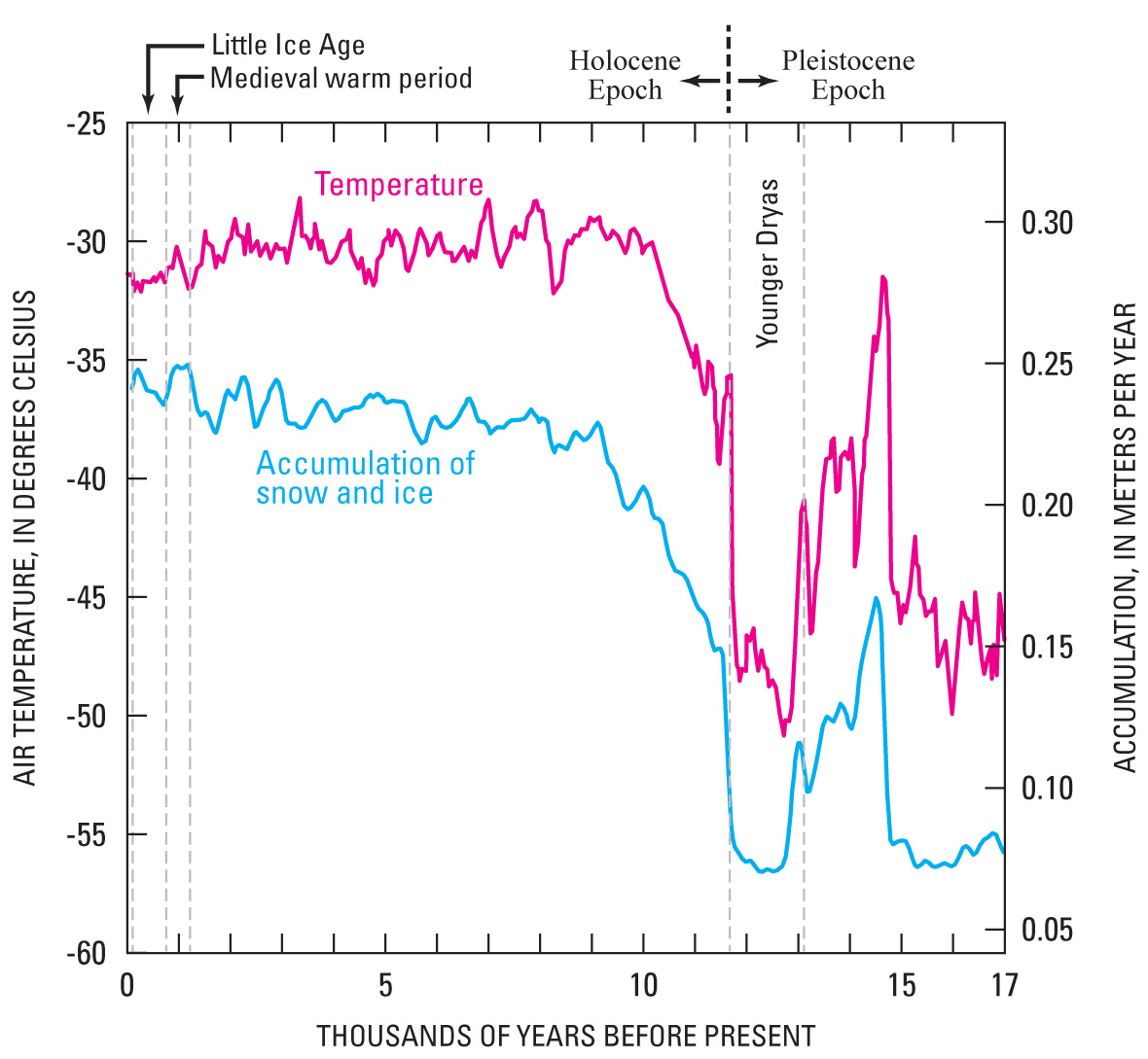
Temperaturas na Groenlândia durante o Dryas recente

A variabilidade climática durante o PUA é pouco documentada, mas algumas lacunas com menos precipitação ocorreram durante o tardio glacial e o Holoceno. Durante o Dryas recente há 12.500–11.500 anos, o Atlântico Norte e a Europa tornaram-se muito mais frios novamente e houve uma fase de seca na área do Período Úmido Africano, estendendo-se por ambas as Áfricas oriental, meridional, equatorial e ocidental. O intervalo seco estendeu-se à Índia e ao Mediterrâneo onde ocorreu atividade de duna no Negev. Ao final do Dryas recente, a precipitação, os níveis dos lagos e o escoamento dos rios aumentaram novamente, embora ao sul do equador o retorno das condições úmidas tenha sido mais lento do que a mudança relativamente abrupta ao norte.
Outra fase seca ocorreu há cerca de 8.200 anos, abrangendo a África oriental e o norte da África como documentado por várias linhas de evidência como níveis de água reduzidos em lagos. Coincidiu com o resfriamento no Atlântico Norte, em massas terrestres circundantes como Groenlândia e ao redor do mundo; a seca pode estar relacionada ao evento de 8,2 mil anos que separa os estágios Gronelandês e Nortegripiano do Holoceno e durou cerca de um milênio. O evento de 8.200 anos também foi notado no Magrebe, onde está associado a uma transição da cultura Capsiana bem como com mudanças culturais tanto no Saara quanto no Mediterrâneo; no cemitério de Gobero, uma mudança populacional ocorreu após essa interrupção seca mas a ocorrência de mudanças culturais generalizadas parece ser questionável. Este episódio parece ter sido causado pelo escoamento de lagos represados por gelo na América do Norte embora uma origem em baixa latitude também tenha sido sugerida.
O resfriamento do Atlântico Norte durante o evento Heinrich 1 e o Dryas recente associado a uma circulação meridional do Atlântico mais fraca leva a anomalias de pressão atmosférica que deslocam o jato do leste Africano e as faixas de precipitação para o sul, tornando o norte da África mais seco. As trajetórias das tempestades deslocam-se para o norte, afastando-se do Mediterrâneo. Eventos Heinrich anteriores também foram acompanhados por seca no Norte da África. Da mesma forma, um enfraquecimento do transporte de umidade e uma posição menos a leste da fronteira do ar do Congo contribuíram para reduzir a precipitação na África oriental embora algumas partes do sul da África no lago Malawi fossem mais úmidas durante o Dryas recente.
Muitas flutuações de umidade no início do Holoceno parecem ser causadas pela descarga de água de degelo da calota de gelo Laurentiana no Atlântico, que enfraquece a circulação meridional do Atlântico. Alguns períodos secos em testemunhos marinhos no golfo da Guiné parecem coincidir com eventos registrados em testemunhos de gelo da Groenlândia. Outras variações na precipitação observadas em registros foram atribuídas a mudanças na atividade solar, os níveis de água do lago Turkana, por exemplo, parecem refletir o ciclo solar de 11 anos.
No lago Turkana, flutuações no nível da água ocorreram entre 8.500 e 4.500 anos antes do presente, com níveis máximos antes de 8.400, por volta de 7.000 e entre 5.500 e 5.000 e níveis baixos por volta de 8.000, 10.000 e 12.000 anos antes do presente. No total, cinco níveis máximos separados são registrados em verniz desértico ao redor do lago. Os níveis máximos parecem ser controlados por padrões de temperatura da superfície do mar no Atlântico e Índico, mas também pelo transbordo de água do lago Suguta e Chew Bahir e lagos a montante para o lago Turkana. Fenômenos vulcânicos e tectônicos ocorrem no lago Turkana, mas não têm a magnitude necessária para explicar grandes mudanças no nível do lago. Flutuações no nível da água também foram inferidas para o lago Chade com base em dados de pólen, especialmente no final do PUA. No Taoudenni, flutuações de cerca de um quarto de milênio foram registradas e secas frequentes ocorreram no Saara oriental.
Outras variações parecem ter ocorrido 9.500–9.000 e 7.400–6.800 bem como 10.200, 8.200, 6.600 e 6.000 anos antes do presente; foram acompanhadas por uma densidade populacional reduzida em partes do Saara, e outros interlúdios secos no Egito foram notados 9.400–9.300, 8.800–8.600, 7.100–6.900 e 6.100–5.900 anos atrás. A duração e a gravidade dos eventos secos são difíceis de reconstruir e o impacto de eventos como o Dryas recente é heterogêneo mesmo entre áreas vizinhas. Durante episódios secos, os humanos podem ter se dirigido a corpos d'água que ainda tinham recursos, e mudanças culturais no Saara central foram ligadas a alguns episódios secos. Além das flutuações, um recuo para o sul do período úmido pode ter estado em curso após 8.000 anos atrás com uma grande seca por volta de 7.800 anos atrás.

## Fim do PUA
O PUA terminou há cerca de 6.000–5.000 anos; uma data de término de 5.500 anos antes do presente é frequentemente utilizada. Após o declínio da vegetação, o Saara tornou-se árido e foi tomado por areia. A erosão eólica aumentou no norte da África, e a exportação de poeira do deserto atual e de lagos secos, como a bacia de Bodélé, cresceu; Bodélé é hoje a maior fonte isolada de poeira no planeta. Os lagos secaram, a vegetação mésica desapareceu, e as populações humanas sedentárias foram substituídas por culturas mais móveis. A transição do "Saara verde" para o Saara árido atual é considerada a maior mudança ambiental do Holoceno no norte da África; hoje, praticamente não há precipitação na região. O fim do Período Úmido Africano, assim como seu início, pode ser considerado uma "crise climática" devido ao impacto forte e prolongado. A aridificação se estendeu até as Açores, Ilhas Canárias e o sudeste do Irã, e há evidências de mudanças climáticas em São Nicolau, Cabo Verde.
O período frio da oscilação de Piora nos Alpes coincide com o fim do PUA ; o período de 5.600–5.000 anos atrás foi caracterizado por um resfriamento generalizado e mudanças mais variáveis na precipitação ao redor do mundo e possivelmente foi impulsionado por mudanças na atividade solar e nos parâmetros orbitais. Também foi chamado de "transição do Holoceno Médio". Algumas mudanças climáticas possivelmente se estenderam ao sudeste da Austrália, América Central e à América do Sul. O neoglacial começou. Na bacia de Chew Bahir, várias secas curtas podem ter "anunciado" o fim do PUA; tais flutuações climáticas de curto prazo são comuns antes de uma grande mudança climática.
Uma grande mudança ambiental pantropical ocorreu há cerca de 4.000 anos. Essa mudança foi acompanhada pelo colapso de civilizações antigas, seca severa na África, Ásia e Oriente Médio, e o recuo de geleiras no monte Kilimanjaro e no monte Quênia.

### Cronologia
Não está claro se a aridificação ocorreu simultaneamente em todos os lugares e se levou séculos ou milênios em parte devido a registros discordantes e isso gerou controvérsias, com discordâncias semelhantes em relação às mudanças esperadas na vegetação.. Testemunhos marinhos geralmente indicam uma mudança abrupta mas não sem exceções enquanto dados de pólen não indicam isso, talvez devido a diferenças regionais e locais na vegetação. A África é um continente diversificado e águas subterrâneas e vegetação local podem modificar as condições locais; corpos d'água alimentados por águas subterrâneas, por exemplo, persistiram mais do que aqueles dependentes de chuva. O debate sobre a rapidez com que o Saara se formou remonta a 1849, quando o naturalista prussiano Alexander von Humboldt sugeriu que apenas uma aridificação rápida poderia formar o deserto.
Na década de 2010, consolidou-se a ideia de que o fim do PUA ocorreu de norte a sul de forma escalonada. No nordeste da Ásia, no Saara ocidental e na África oriental, o período úmido terminou em 500 anos com uma aridificação em um único passo entre 6.000 e 5.000 anos atrás ao norte da atual faixa de monções. Mais ao sul, a diminuição da precipitação foi mais prolongada e, mais perto do equador, o PUA terminou entre 4.000 e 2.500 anos atrás. Na África oriental, uma aridificação pronunciada ocorreu entre 4.500 e 3.500 anos atrás, centrada em 4.000 anos atrás; o Egito durante o Imperio Antigo ainda era mais úmido do que hoje. Um término posterior no nordeste da África, cerca de 4.000 anos atrás, pode refletir a configuração diferente das massas de terra e, portanto, o comportamento das monções, enquanto outras pesquisas encontraram uma tendência de aridificação propagando-se para o oeste. Um término mais precoce, há 6.100 anos, também foi sugerido.
Algumas evidências apontam para uma mudança climática em duas fases com duas transições secas distintas causadas pela existência de dois passos diferentes de diminuição da insolação em que mudanças climáticas ocorrem.
Mudanças ambientais distintas podem ter ocorrido na África central, ocidental e oriental. Na Ásia, uma aridificação abrupta foi observada em vários lagos chineses. Finalmente, às vezes, o evento de 4,2 mil anos – a transição do Nortegripiano para o Megalaiano no Holoceno –  é considerado o verdadeiro fim do PUA, especialmente na África central.
A variabilidade aumentada na precipitação pode ter precedido o fim do PUA; isso é comumente observado antes de uma mudança climática abrupta. Em Gilf Kebir, entre 6.300 e 5.200 anos atrás, aparentemente um regime de chuvas de inverno se estabeleceu com o fim do PUA. Flutuações climáticas posteriores que produziram períodos úmidos breves também ocorreram, como períodos mais úmidos há 2.100 anos no Sahel ocidental, entre 2.200–1.500 anos atrás na Etiópia e entre 500 a.C.–300 d.C. no norte da África romana e ao longo do mar Morto. Há 2.700 anos, o Saara central tornou-se um deserto e permaneceu assim até hoje.

### Saara e Sahel
Após uma primeira queda breve no nível dos lagos entre 5.700 e 4.700 anos calibrados atrás, que pode refletir a variabilidade climática no final do PUA, os níveis de água no lago Megachad diminuíram rapidamente após 5.200 anos antes do presente. Ele encolheu para cerca de 5% de seu tamanho anterior, com a bacia norte mais profunda de Bodélé secando completamente cerca de 2.000–1.000 anos atrás ao ser desconectada da bacia sul, onde seu principal afluente, o rio Chari, entra no lago Chade. A bacia seca agora está exposta aos ventos Harmattan, que sopram poeira do leito seco do lago, tornando-o a maior fonte isolada de poeira no mundo. Dunas se formaram no Saara seco e no Sahel ou começaram a se mover novamente após se estabilizarem durante o PUA.
A vegetação tropical foi substituída por vegetação desértica, em alguns lugares de forma súbita e em outros mais gradualmente. Ao longo da costa do Atlântico, o recuo da vegetação foi retardado por um estágio de elevação do nível do mar que aumentou os níveis de umidade do solo, atrasando o recuo por cerca de dois milênios. Um declínio gradual foi observado no Tibesti. Na Líbia, em Wadi Tanezzuft, o fim do período úmido também foi atrasado por água remanescente em sistemas de dunas e nas montanhas Tassili até 2.700 anos atrás, quando a atividade dos rios finalmente cessou. Um pulso úmido breve entre 5.000–4.000 anos atrás no Tibesti levou ao desenvolvimento do chamado "Terraço Inferior". O Saara egípcio pode ter permanecido vegetado até 4.200 anos atrás, com base em representações de ambientes de savana em tumbas da quinta dinastia do Egito.
No lago Yoa, alimentado por águas subterrâneas, a vegetação diminuiu e o deserto assumiu entre 4.700–4.300 e 2.700 anos atrás, enquanto o lago se tornou hipersalino há 4.000 anos. O lago Teli secou completamente cerca de 4.200 anos atrás. No entanto, o clima dos lagos Ounianga pode ter sido afetado pelas montanhas Tibesti, atrasando o fim do PUA, e a água fóssil deixada pelo PUA ainda nutre o lago até hoje. No Saara central, os recursos hídricos nas montanhas persistiram por mais tempo.

### África oriental e Arábia
No norte da África oriental, os níveis de água caíram rapidamente cerca de 5.500 anos atrás enquanto na caverna Hoti, na Arábia, um recuo para o sul da monção indiana ocorreu cerca de 5.900 anos atrás. A aridificação também é documentada em Omã, e rios e lagos da Arábia tornaram-se intermitentes ou completamente secos. A bacia do Nilo Azul tornou-se menos úmida com uma diminuição notável na descarga do Nilo há cerca de 4.000 anos. A diminuição da descarga do Nilo levou ao fim da deposição de sapropel e da atividade de turbidita em seu delta, à concentração/abandono de canais fluviais no delta e a montante e ao aumento da influência da água do mar no delta.
Reconstruções do lago Abiyata, na Etiópia, sugerem que o fim do PUA assumiu a forma de secas severas, em vez de uma diminuição gradual da precipitação. A aridificação na Arábia começou cerca de 7.000 anos calibrados atrás e há grandes disparidades no tempo entre várias partes da Arábia mas uma tendência para um clima árido entre 7.000 e 5.000 anos atrás foi observada que continuou até 2.700 anos atrás. Nas montanhas Bale e no planalto Sanetti da Etiópia, mudanças na vegetação sinalizando um clima mais seco ocorreram cerca de 4.600 anos atrás.
A cobertura florestal na área dos Grandes Lagos Africanos diminuiu entre 4.700 e 3.700 anos atrás, embora a aridificação no lago Rukwa tenha começado há 6.700 anos e a transição para condições salinas tenha ocorrido há 5.500 anos. No lago Edward, grandes mudanças na química do lago consistentes com a aridificação foram notadas há 5.200 anos. Uma pequena recuperação na vegetação ocorreu entre 2.500 e 2.000 anos atrás, seguida por uma aparição muito mais rápida de gramíneas, acompanhada também por uma atividade significativa de incêndios florestais. Essa pode ter sido a seca mais severa da região do lago Edward no Holoceno, com muitos lagos, como o lago George, diminuindo significativamente ou secando completamente. Outros lagos, como Nakuru, Turkana, lago Chew Bahir, lago Abbe e lago Zway, também sofreram quedas entre 5.400 e 4.200 anos atrás. A diminuição da cobertura vegetal na bacia do Nilo Azul foi correlacionada com o aumento do transporte de sedimentos no rio, começando entre 3.600–4.000 anos atrás. Há 5.000 anos, o lago Nabugabo separou-se do lago Vitória devido à diminuição dos níveis de água.
O fim do PUA no lago Turkana ocorreu cerca de 5.000–5.300 anos antes do presente, acompanhado por um declínio no nível do lago e o fim do transbordo de outros lagos na área para o lago Turkana. Entre 5.000 e 4.200, o lago Turkana tornou-se mais salino e seus níveis de água diminuíram abaixo do nível de saída para o Nilo. Perto do fim do PUA, as temperaturas da água no lago e em outros lagos regionais parecem ter aumentado, seguidas por uma queda após seu término possivelmente resultante do padrão de sazonalidade da insolação vigente na época do fim do PUA. A diminuição dos níveis de água no lago Turkana também impactou o Nilo e as sociedades pré-dinásticas dependentes dele.

### Mediterrâneo
O sul do Egeu, a Líbia e o Médio Atlas tornaram-se gradualmente mais secos, e a aridificação em Marrocos ocorreu cerca de 6.000 anos de radiocarbono atrás. Condições mais secas na Ibéria e no Mediterrâneo ocidental acompanharam o fim do PUA entre 6.000 e 4.000 anos atrás, talvez como consequência de episódios cada vez mais frequentes de oscilação do Atlântico Norte positiva e a mudança do ZCIT. Mudanças mais complexas foram encontradas na margem norte do Mediterrâneo, e a precipitação de inverno aumentou no Levante no final do PUA. Um evento de 4,2 mil anos é registrado em registros de poeira do Mediterrâneo e pode ter sido causado por mudanças na circulação do oceano Atlântico.

### África ocidental tropical
No lago Bosumtwi, o PUA terminou cerca de 3.000 anos atrás após uma breve umidificação entre 5.410 ± 80 anos atrás, que terminou há 3.170 ± 70 anos. Isso, mudanças anteriores, mas semelhantes, ao largo do oeste do Senegal, e mudanças posteriores, mas semelhantes, no leque do Congo parecem refletir uma mudança para o sul da zona de precipitação ao longo do tempo. Alguma aridificação ocorreu simultaneamente entre o Sahel e o golfo da Guiné. Alguns lagos na região Guineo-Congolesa secaram, enquanto outros foram relativamente pouco afetados.
Uma tendência geral para um clima mais seco é observada na África ocidental no final do PUA. Lá, a vegetação densa tornou-se progressivamente mais rala entre 5.000 e 3.000 anos atrás, e grandes perturbações na vegetação ocorreram entre 4.200 e 2.400 anos atrás. Um breve retorno de condições mais úmidas ocorreu há 4.000 anos enquanto uma fase seca substancial ocorreu entre 3.500 e 1.700 anos atrás. A aridez se estabeleceu entre 5.200 e 3.600 anos atrás no Saara. No Senegal, os manguezais colapsaram há 2.500 anos e a vegetação do tipo moderno surgiu cerca de 2.000 anos atrás.

### África central
Mais ao sul, no equador, entre 6.100 e 3.000 anos calibrados antes do presente, a savana expandiu-se em detrimento das florestas, com a transição possivelmente durando até 2.500 anos calibrados antes do presente; uma estimativa diferente para a área entre 4° sul e 7° norte indica que a cobertura florestal diminuiu entre 4.500 e 1.300 anos atrás. No planalto de Adamawa (Camarões), no planalto Ubangui (República Centro-Africana) e na linha vulcânica dos Camarões, as florestas montanas desapareceram no final do PUA. No Planalto de Adamawa, a savana expandiu-se continuamente desde 4.000 anos calibrados atrás. Essa mudança também ocorreu em Benin e Nigéria entre 4.500 e 3.400 anos calibrados atrás. O clima ao redor do golfo da Guiné tornou-se mais seco no final do PUA, embora as florestas tenham permanecido estáveis em São Tomé. Na bacia do Congo, houve mudanças na composição e densidade das florestas, em vez de sua extensão, e ao longo do equador, a precipitação pode ter aumentado cerca de 4,2 ka. Muitas mudanças na vegetação nas regiões tropicais foram provavelmente causadas por uma estação seca mais longa e talvez uma faixa latitudinal menor do ZCIT.

### África do hemisfério sul
No hemisfério sul, no lago Malawi, a aridificação começou mais tarde – há 1.000 anos antes do presente – assim como o PUA, que lá começou apenas cerca de 8.000 anos atrás. Contrariamente, níveis de água aumentados na salar de Etosha (Namíbia) parecem estar relacionados a um movimento para o sul do ZCIT no final do PUA embora dados de crescimento de estalagmite na caverna Dante, também na Namíbia, tenham sido interpretados como indicativos de um clima mais úmido durante o PUA. Vários registros indicam que, há 5.500 anos, a precipitação mudou de forma semelhante a um dipolo leste-oeste com aridificação no oeste e umidificação no leste. Esse padrão foi provavelmente impulsionado por mudanças no transporte de umidade atmosférica e na largura da faixa de chuva.

### Mecanismos
O fim do período úmido parece refletir as mudanças na insolação durante o Holoceno, já que uma diminuição progressiva da insolação de verão causou a redução dos gradientes de insolação entre os hemisférios da Terra. No entanto, a aridificação parece ter sido muito mais abrupta do que as mudanças na insolação; não está claro se retroalimentações não lineares levaram a mudanças abruptas no clima, e também não está claro se o processo, impulsionado por mudanças orbitais, foi abrupto. Além disso, o hemisfério sul aqueceu, resultando em uma mudança para o sul do ZCIT; a insolação impulsionada orbitalmente aumentou no hemisfério sul durante o Holoceno.
À medida que a precipitação diminuía, a vegetação também diminuiu, aumentando o albedo e reduzindo ainda mais a precipitação. Além disso, a vegetação pode ter respondido a variações aumentadas na precipitação no final do PUA embora essa visão tenha sido contestada. Isso poderia ter direcionado mudanças súbitas na precipitação, embora essa visão tenha sido questionada pela observação de que, em muitos lugares, o fim do PUA foi gradual, e não súbito. Plantas em latitudes mais altas e mais baixas podem responder diferentemente às mudanças climáticas; por exemplo, comunidades vegetais mais diversificadas podem ter retardado o fim do PUA.
Outros mecanismos propostos:
- Diminuições na insolação polar por meio de fluxos alterados de raios cósmicos podem promover o crescimento de gelo marinho e resfriamento em altas latitudes, resultando em gradientes de temperatura mais fortes do equador aos polos, anticiclones subtropicais mais intensos e maior ressurgência em, por exemplo, a corrente de Benguela.[193]
- Mudanças na circulação dos oceanos de alta latitude podem ter desempenhado um papel,[801] como a possível ocorrência de outro pulso de água de degelo/junta de gelo cerca de 5.700 anos antes do presente.[802] A insolação reduzida durante o Holoceno médio pode ter tornado o sistema climático mais sensível a mudanças, explicando por que pulsos anteriores comparáveis não encerraram o período úmido permanentemente.[805]
- Há evidências de que geleiras no Tibete, como em Nanga Parbat, expandiram durante o Holoceno, especialmente no final do PUA.[806] Em modelos climáticos, o aumento de neve e gelo no Planalto Tibetano pode levar a um enfraquecimento das monções indianas e africanas, com o enfraquecimento da primeira precedendo a da última por 1.500–2.000 anos.[807]
- Diminuições nas temperaturas da superfície do mar do oceano Índico podem estar envolvidas na aridificação da África oriental, mas não há consenso sobre os registros de temperatura desse oceano.[168] Além disso, não há evidências de mudanças de temperatura no golfo da Guiné no momento crítico que poderiam explicar o fim do PUA.[195]
- Processos de retroalimentação adicionais podem ter incluído a secagem dos solos e a perda de vegetação após a diminuição da chuva,[133] o que teria levado à deflação impulsionada pelo vento dos solos.[808]
- Uma expansão do gelo marinho ao redor da Groenlândia, da ilha Ellesmere há 6.000[809] e da Antártida cerca de 5.000 anos calibrados atrás pode ter fornecido outra retroalimentação positiva.[810]
- A expansão do cinturão seco do Saara empurrou as regiões de ciclogênese no Mediterrâneo para noroeste-norte, resultando em mudanças nos ventos[811] e nos regimes de precipitação em partes da Itália.[812]
- Mudanças climáticas em altas latitudes foram propostas como uma causa para o fim do PUA. Especificamente, cerca de 6.000–5.000 anos atrás, o Ártico tornou-se mais frio, com a expansão do gelo marinho, diminuição das temperaturas na Europa e ao largo do norte da África e enfraquecimento da circulação meridional do Atlântico.[195] Essa tendência de resfriamento pode ter enfraquecido o jato tropical de leste e, assim, reduzido a quantidade de precipitação sobre a África.[813]

As mudanças de precipitação induzidas orbitalmente podem ter sido modificadas pelo ciclo solar; especificamente, máximos de atividade solar durante a fase final do PUA podem ter compensado o efeito orbital e, assim, estabilizado os níveis de precipitação, enquanto mínimos de atividade solar intensificaram os efeitos orbitais e, assim, induziram diminuições rápidas nos níveis de água do lago Turkana. No lago Vitória, por outro lado, variações solares parecem às vezes levar a secas e às vezes a umidade, provavelmente devido a mudanças no ZCIT.

#### Mudanças potencialmente mediadas por humanos
Mudanças significativas na vegetação na África oriental há cerca de 2.000 anos podem ter sido causadas por atividades humanas, incluindo o desmatamento em larga escala para a produção de ferro durante a Idade do Ferro. Mudanças semelhantes foram observadas no planalto de Adamawa (Camarões) mas datações posteriores de sítios arqueológicos não encontraram correlação entre a expansão humana nos Camarões e a degradação ambiental. Uma degradação semelhante da floresta tropical na África ocidental ocorreu entre 3.000 e 2.000 anos atrás e é conhecida como "crise da floresta tropical do terceiro milênio". Processos mediados pelo clima podem ter aumentado o impacto das mudanças no uso da terra na África oriental. Na savana sudanesa e saheliana, por outro lado, a atividade humana parece ter tido pouco impacto, e na África central, as mudanças florestais foram claramente desencadeadas por mudanças climáticas com pouca ou nenhuma evidência de mudanças antropogênicas. A questão gerou intenso debate entre paleoecologistas e arqueólogos.
Embora humanos estivessem ativos na África durante o fim do PUA, modelos climáticos analisados por Claussen e colegas em 1999 indicam que seu término não necessita de atividade humana como explicação embora mudanças na vegetação possam ter sido induzidas por atividades humanas e pastoreio. Mais tarde, foi sugerido que o pastoreio excessivo pode ter desencadeado o fim do PUA há cerca de 5.500 anos; a influência humana pode explicar por que o Saara tornou-se um deserto sem o início concomitante de uma era glacial; geralmente, a existência de um deserto no Saara está associada à expansão de geleiras em altas latitudes. Pesquisas posteriores sugeriram, ao contrário, que o pastoreio humano pode ter atrasado o fim do PUA por meio milênio já que rebanhos de animais movidos por humanos em busca de boas condições de pastagem podem levar a impactos mais equilibrados das pastagens na vegetação e, assim, a uma maior qualidade da vegetação. Quais efeitos prevaleceram ainda é controverso. O aumento do pastoreio foi invocado para explicar o aumento das emissões de poeira após o fim do PUA. Os efeitos do pastoreio na cobertura vegetal dependem do contexto e são difíceis de generalizar em regiões mais amplas.

### Global
Uma tendência geral de aridificação é observada nos trópicos do norte e entre 5.000–4.500 anos calibrados atrás, as monções enfraqueceram. Talvez como consequência do fim do PUA, a precipitação da monção asiática diminuiu entre 5.000 e 4.000 anos atrás. Uma seca há 5.500 anos é registrada em Mongólia e no leste da América, onde condições de seca entre 5.500–5.000 anos atrás ocorreram em lugares como Flórida e entre New Hampshire e Ontário. Uma tendência de aridificação também é notada no Caribe e no Atlântico central. O recuo final da vegetação do Saara pode ter contribuído para causar o evento de 4,2 mil anos.
Por outro lado, na América do Sul, há evidências de que a monção se comporta de maneira oposta, consistente com a forçagem precessional; os níveis de água no lago Titicaca estavam baixos durante o Holoceno médio e começaram a subir novamente após o fim do PUA. Da mesma forma, uma tendência para maior umidade ocorreu nas montanhas Rochosas nesse período embora acompanhada por uma fase mais seca ao redor do lago Tahoe, Califórnia e no oeste dos Estados Unidos. Mudanças climáticas generalizadas ocorreram ao redor do Atlântico Norte na época em que o PUA terminou, e há conexões entre o clima da América do Norte e da África. O fim do PUA pode ter reduzido o transporte de calor para o Ártico, causando resfriamento lá.

### Consequências

#### Humanos
Como observado em sítios arqueológicos, a atividade de assentamento diminuiu no Saara após o PUA. Começando pelo norte, a população no norte da África diminuiu entre 6.300–5.200 ou 5.300 anos atrás, levando menos de um milênio. Na Arábia interna, muitos assentamentos foram abandonados há cerca de 5.300 anos. Algumas pessoas Neolíticas no deserto persistiram por mais tempo graças à exploração de águas subterrâneas.
Diferentes populações humanas responderam à aridificação de maneiras diversas, com respostas no Saara ocidental sendo distintas daquelas no Saara central. No Saara, a subsistência e o pastoreio substituíram a atividade de caçadores-coletores e um estilo de vida mais nômade substituiu estilos de vida semi-sedentários como observado nas montanhas Acacus da Líbia. Estilos de vida nômades também se desenvolveram no Saara oriental/colinas do mar Vermelho em resposta ao fim do PUA. Houve uma mudança no uso de animais domésticos de gado para ovelhas e cabras, pois estes são mais adequados em climas áridos, uma mudança refletida na arte rupestre da qual o gado desapareceu nesse período.
O desenvolvimento de sistemas de irrigação na Arábia pode ter sido uma adaptação à tendência de aridificação. A diminuição da disponibilidade de recursos forçou as populações humanas a se adaptarem, em geral, a pesca e a caça diminuíram em favor da agricultura e do pastoreio. No entanto, os efeitos do fim do PUA na produção de alimentos humanos foram alvo de controvérsias.

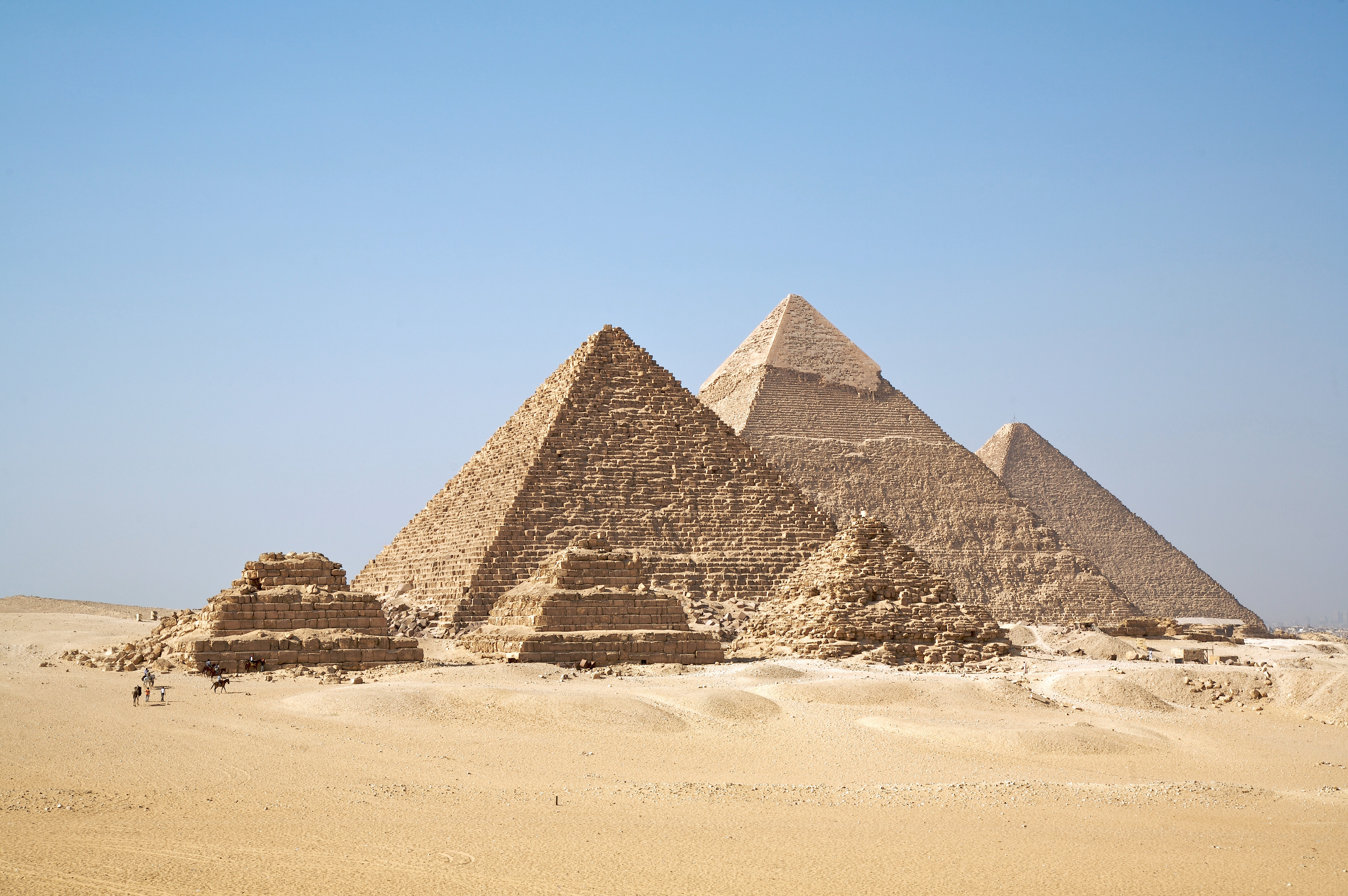
As pirâmides de Gizé, o traço mais reconhecível deixado pela civilização egípcia

O episódio quente e a seca coincidente podem ter desencadeado a migração de animais e humanos para áreas menos inóspitas e o aparecimento de pastores onde anteriormente existiam sociedades dependentes da pesca, como aconteceu no lago Turkana. Humanos se mudaram para o Nilo, onde a sociedade do Antigo Egito com faraós e pirâmides foi eventualmente forjada por esses refugiados climáticos talvez refletindo uma renovada exuberância; assim, o fim do PUA pode ser considerado responsável pelo nascimento do Antigo Egito. Níveis de água mais baixos no Nilo também ajudaram no assentamento de seu vale, como observado em Kerma. Um processo semelhante pode ter levado ao desenvolvimento da civilização garamante. Tais migrações humanas para condições mais hospitaleiras ao longo dos rios e o desenvolvimento da irrigação também ocorreram ao longo do Eufrates, Tigre e Indo, levando ao desenvolvimento das civilizações sumeriana e do vale do Indo. Durante o chamado "Milênio Escuro" entre 6.000–5.000 anos atrás, pessoas deixaram a costa sul do golfo Pérsico para áreas mais hospitaleiras no atual Omã. Deslocamentos populacionais para áreas montanhosas também foram relatados para as montanhas de Aïr, Hoggar e Tibesti. Em outros lugares, como nas montanhas Acacus, as populações permaneceram em oásis e caçadores-coletores também permaneceram no Chifre da África.
O Nilo em si não foi totalmente imune, no entanto; o evento de 4,2 mil anos e o fim do PUA podem estar ligados ao colapso do Reino Antigo no Egito quando as inundações do Nilo falharam por três décadas cerca de 4.160 anos antes do presente e a aridificação final ocorreu. A diminuição contínua da precipitação após o fim do PUA pode ser a causa do fim do Império Acádio na Mesopotâmia. O fim da civilização garamante também pode estar relacionado às mudanças climáticas, embora outros eventos históricos provavelmente tenham sido mais importantes; no oásis de Tanezzuft, após 1.600 anos atrás, certamente está relacionado à tendência de aridificação.
Na África central, as florestas tornaram-se descontínuas e savanas se formaram em alguns lugares, facilitando o movimento e o crescimento das populações de língua bantu; estas, por sua vez, podem ter afetado o ecossistema. As mudanças na vegetação podem ter ajudado no estabelecimento da agricultura. O declínio relativamente lento da precipitação deu aos humanos mais tempo para se adaptarem às condições climáticas em mudança. Na África oriental, o início do "Neolítico Pastoral" e o aparecimento da cerâmica Nderit foram atribuídos às mudanças climáticas no final do PUA.
Mudanças culturais também podem ter ocorrido como consequência das mudanças climáticas, como mudanças nos papéis de gênero, o desenvolvimento de elites, a maior presença de sepultamentos humanos onde anteriormente predominavam sepultamentos de gado, bem como um aumento da arquitetura monumental no Saara pode também ter sido uma resposta a climas crescentemente adversos. A disseminação da domesticação de gado na época das mudanças climáticas e conforme os pastores escapavam do Saara em aridificação para o sul também pode estar relacionada a esses eventos, embora os detalhes do processo exato pelo qual a domesticação de gado se espalhou ainda sejam controversos. Finalmente, mudanças nas práticas agrícolas no final do PUA podem estar associadas à propagação da malária e de um de seus patógenos causadores, Plasmodium falciparum; por sua vez, isso pode correlacionar-se com a origem de variantes do genoma humano, como a doença falciforme, que estão ligadas à resistência à malária.

#### Não humanos
No Saara, populações de animais e plantas foram fragmentadas e restritas a certas áreas favorecidas, como áreas úmidas de cadeias montanhosas; isso aconteceu, por exemplo, com peixes e crocodilos, que persistem apenas em corpos d'água isolados. Plantas Mediterrâneas como ciprestes também persistem apenas em montanhas, junto com alguns répteis que também podem ter ficado presos em montanhas pela aridificação. A aranha-chicote Musicodamon atlanteus provavelmente também é um resquício de condições mais úmidas do passado. O desenvolvimento de populações específicas de humanos do mosquito transmissor da malária, Aedes aegypti, coincide com o fim do PUA. A espécie de búfalo Syncerus antiquus provavelmente foi extinta devido à competição aumentada de pastores desencadeada pela aridificação climática. Populações de cabras na Etiópia diminuíram durante as secas que seguiram o fim do PUA e o habitat de leões e possivelmente da cevada diminuiu em toda a África. A aridificação da região dos Grandes Lagos Africanos dividiu populações de gorilas em populações ocidentais e orientais, e uma divisão populacional semelhante entre as espécies de insetos Chalinus albitibialis e C. timnaensis no norte da África e no Oriente Médio também pode ter sido causada pela expansão dos desertos lá. Algumas espécies aquáticas desapareceram do Saara. Girafas, amplamente distribuídas no Saara durante o PUA , podem ter sido forçadas a migrar para o Sahel; isso, juntamente com o efeito de separação do lago Megachad, pode ter influenciado o desenvolvimento de subespécies de girafas. Mudanças climáticas, juntamente com impactos humanos, podem ter levado à extinção de vários grandes mamíferos no Egito, como a vaca-do-mato no Saara. Nas montanhas Ruwenzori, as mudanças na vegetação podem ter sido intensificadas pelo resfriamento climático. No norte de Madagascar, a vida selvagem diminuiu após o fim do PUA , mesmo antes da chegada dos humanos. Por outro lado, a diminuição da cobertura arbórea pode ter aumentado o nicho disponível para animais domésticos, e a vegetação moderna afromontana e algumas espécies de plantas tolerantes à seca podem ter expandido seu alcance.
O corredor Togo-Daomé formou-se há 4.500–3.200 anos antes do presente, correlativo ao fim do PUA . A toninha-comum diminuiu no Mediterrâneo devido a uma mudança para condições oligotróficas à medida que a descarga dos rios africanos diminuiu. Verniz desértico formou-se em rochas expostas no Saara e no lago Turkana, na África oriental.

#### Clima global
A redução das zonas úmidas subtropicais provavelmente levou a uma queda nas concentrações atmosféricas de metano entre 5.500 e 5.000 anos atrás, antes que as zonas úmidas boreais se expandissem e compensassem a perda das zonas úmidas subtropicais, levando a um retorno de concentrações mais altas de metano atmosférico. Por outro lado, aumentos nas concentrações de metano atmosférico, detectados em testemunhos de gelo da Groenlândia há cerca de 14.700 anos, e diminuições no CO2 atmosférico no início do Holoceno podem estar relacionados à expansão da vegetação causada pelo PUA. O aumento da concentração começando há 7.000 anos pode refletir maior aridez, embora outros processos provavelmente tenham sido mais importantes.

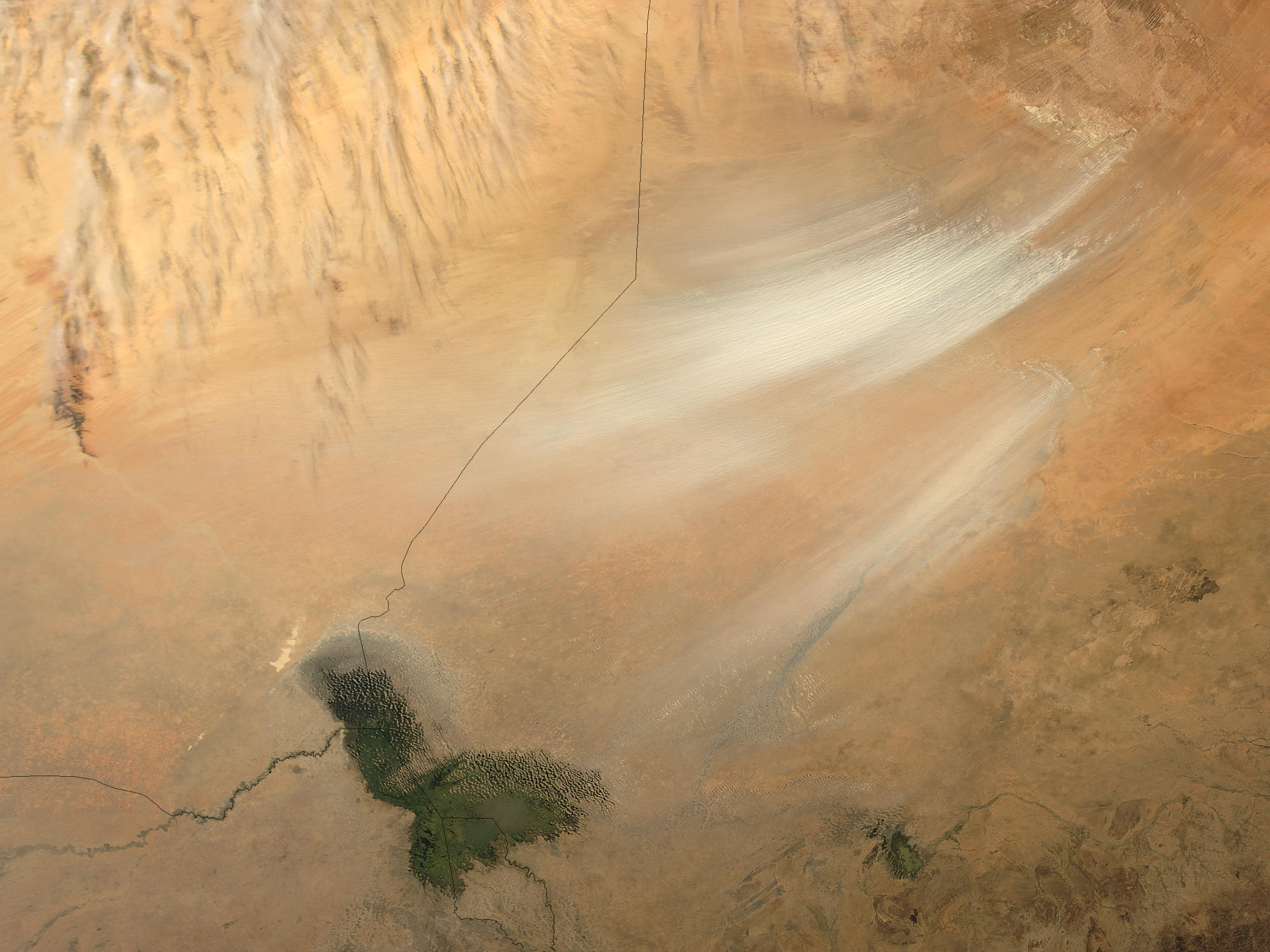
Tempestades de poeira originadas na depressão de Bodélé

Um aumento súbito na quantidade de poeira de origem terrestre em um testemunho de perfuração oceânico ao largo de Cabo Branco, Mauritânia, foi interpretado como refletindo o fim do PUA  há 5.500 anos, ocorrendo em apenas alguns séculos. A deposição aumentada de poeira africana ocorreu em Ciomad, centro de Portugal e no Durmitor, todos na Europa. Potencialmente, sedimentos aluviais depositados durante o Período Úmido Africano e bacias lacustres secas tornaram-se uma fonte importante para poeira e partículas do tamanho de silte. Hoje, o Saara é a maior fonte isolada de poeira no mundo, com efeitos de longo alcance no clima e ecossistemas, como o crescimento da floresta amazônica.
Em um modelo climático, a desertificação do Saara no final do PUA  reduz a quantidade de calor transportado na atmosfera e no oceano em direção aos polos, induzindo um resfriamento de 1–2 °C (1,8–3,6 °F) especialmente no inverno no Ártico e uma expansão do gelo marinho. Temperaturas reconstruídas no Ártico de fato mostram um resfriamento, embora menos pronunciado do que no modelo climático. Além disso, essa transição climática no modelo climático é acompanhada por estados mais negativos da oscilação do Ártico, um giro subpolar mais fraco e aumento da precipitação e erupções de ar frio em grande parte da Europa; tais mudanças também foram observadas em dados paleoclimáticos. Essas descobertas implicam que o estado da vegetação do Saara influencia o clima do hemisfério norte. Por sua vez, esse resfriamento em altas latitudes pode ter reduzido ainda mais a precipitação sobre a África. Hou et al. 2024 propôs que a aridificação do Saara induziu a aridificação no norte da China e a umidificação no sul da China, por meio de um resfriamento na piscina quente Indo-Pacífica e uma mudança para o leste da circulação de Walker. Isso foi acompanhado por mudanças culturais na China, com um declínio no número de sítios arqueológicos, e a mudança na circulação de Walker pode ser um mecanismo causal para o evento de 4,2 ka.

## Situação atual
Atualmente, a monção africana ainda influencia o clima entre 5° sul e 25° norte de latitude; as latitudes ao redor de 10° norte recebem a maior parte de sua precipitação da monção durante o verão, com quantidades menores de chuva ocorrendo mais ao norte. Assim, mais ao norte, encontram-se desertos, enquanto as áreas mais úmidas são vegetadas. No Saara central, a precipitação anual não ultrapassa 50–100 mm/ano. Ainda mais ao norte, a margem do deserto coincide com a área onde os ventos de oeste trazem precipitação; eles também influenciam o sul da África. A subsidência de ar sobre partes do norte da África é responsável pela existência de desertos, que é ainda mais intensificada pelo resfriamento radiante sobre o deserto. A variabilidade climática existe até hoje, com o Sahel sofrendo secas no Sahel nas décadas de 1970 e 1980, quando a precipitação diminuiu em 30% e o fluxo do rio Níger e do rio Senegal diminuiu ainda mais, seguido por um aumento da precipitação. As secas são uma das anomalias climáticas mais significativas do século XX. As temperaturas da superfície do mar e as retroalimentações das condições da superfície terrestre modulam a força da monção e as secas podem ter sido desencadeadas por mudanças nas temperaturas da superfície do mar forçadas por aerossóis antropogênicos. Um grande aumento nos fluxos de poeira após 1800 d.C. foi explicado por mudanças nas práticas agrícolas.
Na África oriental, a monção leva a duas estações chuvosas na área equatorial, as chamadas "chuvas longas" em março–maio e as "chuvas curtas" em outubro–novembro quando o ZCIT se move para o norte e para o sul sobre a região, respectivamente; além da precipitação proveniente do oceano Índico, há também precipitação proveniente do Atlântico e do Congo a oeste da fronteira do ar do Congo. Na Arábia, a monção não penetra muito além do mar Arábico e algumas áreas estão sob a influência da precipitação de inverno trazida por ciclones do mar Mediterrâneo. A África oriental também está sob a influência de circulações de monção. A África do Sul tem climas monçônicos, climas de precipitação de inverno e climas sem sazonalidade de precipitação clara.

## Implicações para o aquecimento global futuro

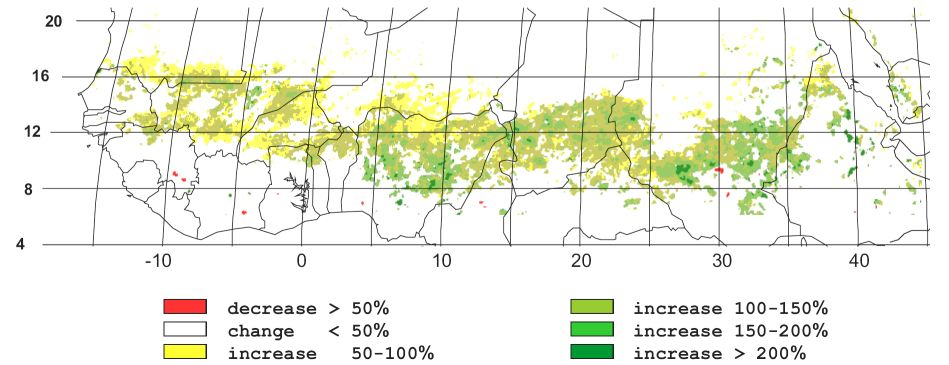
Verdejamento do Sahel entre 1982 e 1999

Algumas simulações de aquecimento global e aumento das concentrações de dióxido de carbono mostraram um aumento substancial na precipitação no Sahel/Saara. Isso, juntamente com o aumento do crescimento vegetal diretamente induzido pelo dióxido de carbono, poderia levar a uma expansão da vegetação no deserto atual, embora menos extensa do que durante o Holoceno médio e talvez acompanhada por uma mudança do deserto para o norte, ou seja, uma aridificação do norte da África. Esse aumento da precipitação também pode reduzir a quantidade de poeira originada no norte da África, com efeitos na atividade de furacões no Atlântico e aumento das ameaças de ataques de furacões no Caribe, no golfo do México e na costa leste dos Estados Unidos.
O Relatório Especial sobre Aquecimento Global de 1,5 °C e o Quinto Relatório de Avaliação do IPCC indicam que o aquecimento global provavelmente resultará em aumento da precipitação na maior parte da África oriental, partes da África central e na principal estação chuvosa da África ocidental, embora haja incerteza significativa relacionada a essas projeções, especialmente para a África ocidental. Além disso, a tendência de seca do final do século XX no Sahel pode ser devida ao aquecimento global. Por outro lado, a África ocidental e partes da África oriental podem se tornar mais secas durante certas estações e meses. Atualmente, o Sahel está se tornando mais verde, mas a precipitação não se recuperou totalmente aos níveis alcançados em meados do século XX.
Modelos climáticos produziram resultados ambíguos sobre os efeitos do aquecimento global antropogênico na precipitação do Saara/Sahel. O aquecimento global causado por humanos ocorre por meio de diferentes mecanismos do que as mudanças climáticas naturais que levaram ao PUA: O aquecimento global mediado por humanos aumenta a precipitação principalmente por meio do aumento da disponibilidade de umidade atmosférica, e o aquecimento desproporcional das regiões extratropicais fortalece a circulação da monção, moderado por um aumento da estabilidade atmosférica, enquanto a mudança climática natural é impulsionada por uma circulação de monção mais forte. O efeito direto do calor nas plantas pode ser prejudicial. Aumentos não lineares na cobertura vegetal também são possíveis, com vários modelos climáticos mostrando aumentos abruptos quando as temperaturas globais sobem entre 2-4oC. Um estudo de 2003 mostrou que intrusões de vegetação no Saara podem ocorrer em décadas após fortes aumentos nas concentrações de dióxido de carbono atmosférico, mas não cobririam mais do que cerca de 45% do Saara. Esse estudo climático também indicou que a expansão da vegetação só pode ocorrer se o pastoreio ou outras perturbações ao crescimento vegetal não a impedirem. Por outro lado, o aumento da irrigação e outras medidas para aumentar o crescimento vegetal, como o Grande Muralha Verde, poderiam promovê-la. Uma estudo de 2022 indicou que, embora o aumento das concentrações de gases de efeito estufa por si só não seja suficiente para iniciar um PUA se as retroalimentações entre gases de efeito estufa e vegetação forem ignoradas, elas diminuem o limiar para que mudanças orbitais induzam o verdejamento do Saara.

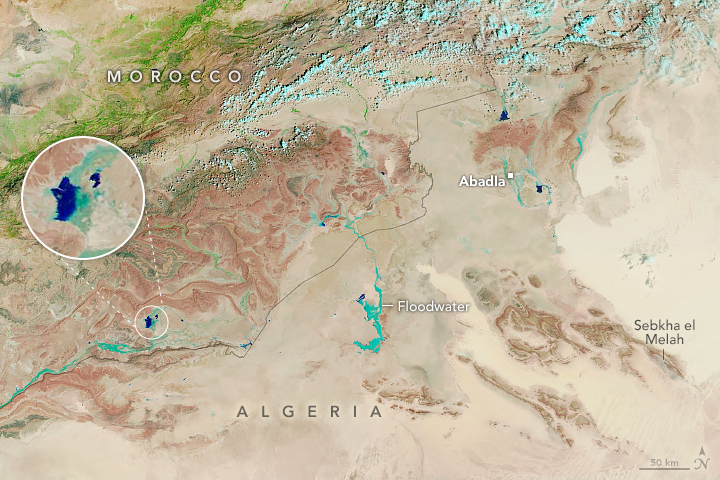
Criação de rios e lagos a partir da monção de 2024 no Saara

Planos para geoengenharia do Saara para aumentar sua cobertura vegetal e precipitação foram propostos desde o século XIX. Os mecanismos e consequências do PUA são um contexto importante para avaliar tais propostas e suas ramificações; a precipitação pode aumentar, mas o consumo de dióxido de carbono seria pequeno e poderia haver impactos prejudiciais no clima e nos fluxos de poeira em áreas distantes. A construção do Grande Muralha Verde e grandes fazendas solares no deserto do Saara também reduziriam seu albedo e poderiam desencadear respostas climáticas semelhantes.
O verdejamento do Saara, por um lado, pode permitir que a agricultura e o pastoralismo se expandam para áreas até então inadequadas, mas o aumento da precipitação também pode levar a um aumento de doenças transmitidas pela água e inundações. A atividade humana expandida resultante de um clima mais úmido pode ser vulnerável a reversões climáticas, como demonstrado pelas secas que se seguiram ao período úmido de meados do século XX. O Saara experimentou um aumento na precipitação durante a temporada de monções à medida que as temperaturas globais aumentam, com um ciclo completo de monção ocorrendo em 2024. A monção de 2024 criou centenas de lagos temporários, nova vegetação e causou a permanência prolongada de aves migratórias, como aves aquáticas, no Saara.